# Francia ai Giochi della II Olimpiade
La Francia partecipò come paese organizzatore ai Giochi della II Olimpiade, svoltisi dal 14 maggio al 28 ottobre 1900 a Parigi.

## Medagliati

### Oro
- Gaston Aumoitte - croquet, singolo una palla
- Michel Théato - maratona
- Albert Ayat - scherma, spada maestri
- Albert Ayat - scherma, spada dilettanti-maestri
- Roger de Barbarin - tiro a segno, trap
- Louis Bastien - ciclismo, 25 km
- Hermann Barrelet - canottaggio, singolo
- Émile Coste - scherma, fioretto
- Georges de la Falaise - scherma, sciabola
- Dominique Gardères - equitazione, salto in alto
- Pierre Gervais - vela, 0-½ ton race 1
- Émile Grumiaux - tiro con l'arco, alla pertica alla piramide
- Henri Hérouin - tiro con l'arco, al cordone dorato 50 metri
- Maurice Larrouy - tiro a segno, Pistola automatica 25m
- Lucien Mérignac - scherma, fioretto maestri
- Eugène Mougin - tiro con l'arco, al cappelletto 50m
- Achille Paroche - tiro a segno, carabina militare proni
- Émile Sacré - vela, 0-½ ton race 2
- Gustave Sandras - ginnastica, esercizi combinati
- Albert Taillandier - ciclismo, 2000 m sprint
- Charles Devendeville - nuoto, nuoto subacqueo maschile
- Chrétien Waydelich - croquet, singolo due palle
- Aumoitte e Georges Johin - croquet, doppio
- Émile Billard, Paul Perquer - vela, 10-20 ton
- Cercle de l'Aviron Roubaix - canottaggio, quattro con
- Union des Sociétés Français de Sports Athletiques - rugby

### Argento
- Noël Bas - ginnastica, completo
- Gilbert Bougnol - scherma, spada maestri
- Émile Champion - atletica, maratona
- Jean Decazes - vela, 10-20 ton
- Henri Deloge - atletica, 1500 metri
- André Gaudin - canottaggio, singolo
- René Guyot - tiro a segno, trap
- Henri Helle - tiro con l'arco, al cappelletto 50 metri
- Louis Hildebrand - ciclismo, 25 km
- Johin - croquet, singolo una palla
- Alphonse Kirchhoffer - scherma, fioretto maestri
- Henri Masson - scherma, fioretto
- Léon Moreaux - tiro a segno, pistola automatica 25 m
- Achille Paroche - tiro a segno, pistola militare
- Louis Perrée - scherma, spada
- Yvonne Prévost - tennis, singolare femminile
- Fernand Sanz - ciclismo, sprint 2000 metri
- Auguste Serrurier - tiro con l'arco, alla pertica ad erpice 165 m
- Auguste Serrurier - tiro con l'arco, alla pertica alla piramide 156 m
- André Six - nuoto subacqueo
- Henri Tauzin - atletica, 400 metri ostacoli
- Victor Thibaud - tiro con l'arco, al cordone dorato 33 m
- Victor Thibaud - tiro con l'arco, al cappelletto 33 m
- Léon Thiébaut - scherma, sciabola
- Maurice Vignerot - croquet, singolo due palle
- Henri Deloge, Jean Chastanié, Paul Castanet, Michel Champoudry e Gaston Ragueneau - atletica, 5000 m a squadre
- Maurice Durquetty, Etchegaray - pelota basca
- Louis Duffoy, Maurice Lecoq, Léon Moreaux, Achille Paroche, Trinité - tiro a segno, pistola militare a squadre
- Roger Basset, Jean Collas, Charles Gondouin, Joseph Roffo, Émile Sarrade, Francisco Henríquez de Zubiría - tiro alla fune
- Jean Charcot, Robert Linzeler, Texier, Texier - vela, 0-½ ton race 1
- Jean Charcot, Robert Linzeler, Texier, Texier - vela, 0-½ ton race 2
- Jacques Baudrier, Jean le Bret, Félix Marcotte, William Martin, Jules Valton - vela, ½-1 ton race 1
- Auguste Albert, Duval, Georges Victor-Hugo, François Vilamitjana - vela, 1-2 ton race 1
- Doucet, Godinet, Mialaret, Susse - vela, 2-3 ton gara 1
- Doucet, Godinet, Mialaret, Susse - vela, 2-3 ton gara 2
- Alfred Dubois, Jules Dubois, Maurice Gufflet, Robert Gufflet, Charly Guiraist - vela, 3-10 ton gara 2
- Club Française - calcio
- Club Nautique de Lyon - canottaggio, quattro con
- French Athletic Club Union - cricket
- Société Nautique de la Marne - canottaggio, due con
- Tritons Lillois - nuoto, 200 metri a squadre
- Max Décugis e Basil Spalding de Garmendia (USA) - tennis, doppio maschile
- Yvonne Prévost and Harold Mahony (GBR) - tennis, doppio misto

### Bronzo
- Eugène Balme - tiro a segno, pistola automatica 25 m
- de Bellegarde - equitazione, salto in lungo
- Marcel Jacques Boulenger - scherma, fioretto
- Louis de Champsavin - equitazione, salto
- Jean Chastanié - atletica, 2500 metri siepi
- Justinien Clary - tiro a segno, trap
- Auguste Daumain - ciclismo, 25 chilometri
- Lucien Démanet - ginnastica, completo
- Auguste Donny - vela, 2-3 ton race 2
- Pierre Gervais - vela, 0-½ ton race 2
- Henri Helle - tiro con l'arco, al cordone dorato 50 metri
- Henri Laurent - scherma, maestri di spada
- Louis Martin - nuoto, 4000 stile libero
- Émile Mercier - tiro con l'arco, al cappelletto 50 metri
- Jean-Baptiste Mimiague - scherma, fioretto per maestri
- Charles Frédéric Petit - tiro con l'arco, al cordone dorato 33 metri
- Charles Frédéric Petit - tiro con l'arco, al cappelletto 33 metri
- Jacques Sautereau - croquet, singolare due palle
- Léon Sée - scherma, spada
- Léon Sée - scherma, spada maestri-dilettanti
- Émile Torchebœuf - atletica, salto in lungo da fermo
- Chrétien Waydelich - croquet, singolare una palla
- Auguste Cavadini, Maurice Lecoq, Léon Moreaux, Achille Paroche, René Thomas - tiro a segno, carabina militare a squadre
- André Prévost e Georges de la Chapelle - tennis, doppio maschile
- Henri Monnot, Léon Tellier, Gaston Cailleux - vela, 0-½ ton race 1
- Marcel Méran, Émile Michelet, Félix Michelet - vela, ½-1 ton race 1
- Jacques Baudrier, Lucien Baudrier, Dubosq, Édouard Mantois - vela, ½-1 ton race 2
- Auguste Albert, Duval, Georges Victor-Hugo, F. Vilamitjana - vela, 1-2 ton race 2
- de Cottignon, Émile Jean-Fontaine, Ferdinand de Schlatter - vela, 2-3 ton race 1
- Émile Michelet, Félix Michelet - vela, open class
- Rowing Club Castillon - canottaggio, due con
- Pupilles de Neptune - nuoto, 200 metri a squadre
- Pupilles de Neptune - pallanuoto
- Bagatelle Polo Club de Paris - polo
- Libellule de Paris - pallanuoto

## Risultati per sport

### Atletica leggera
La vittoria di Michel Théato nella maratona è accreditata alla Francia dal Comitato Olimpico Internazionale; Theato era lussemburghese.
| Evento             | Posizione | Atleta                 | Batteria                   | Ripescaggio             | Finale      |
| ------------------ | --------- | ---------------------- | -------------------------- | ----------------------- | ----------- |
|                    |           |                        |                            |                         |             |
| 60 metri           | —         | Adolphe Klingelhoefer  | Sconosciuto AC, batteria 1 | -                       | Eliminato   |
|                    |           |                        |                            |                         |             |
| 200 metri          | —         | Adolphe Klingelhoefer  | Sconosciuto 3°, batteria 1 | -                       | Eliminato   |
|                    |           |                        |                            |                         |             |
| 400 metri          | —         | Adrien Faidide         | Sconosciuto 3°, batteria 2 | -                       | Eliminato   |
| 400 metri          | —         | Georges Claude Clément | Sconosciuto 4°, batteria 1 | -                       | Eliminato   |
|                    |           |                        |                            |                         |             |
| 800 metri          | 4°        | Henri Deloge           | 2:00.6 1°, batteria 2      | -                       | Sconosciuto |
| 800 metri          | —         | Maurice Salomez        | Sconosciuto 4°, batteria 1 | -                       | Eliminato   |
|                    |           |                        |                            |                         |             |
| 1500 metri         | 2°        | Henri Deloge           | -                          | -                       | 4:06.6      |
| 1500 metri         | 7°-9°     | Louis Segondi          | -                          | -                       | Sconosciuto |
|                    |           |                        |                            |                         |             |
| 110 metri ostacoli | 4°        | Jean Lécuyer           | bye 1°, batteria 3         | -                       | Sconosciuto |
| 110 metri ostacoli | —         | Eugène Choisel         | DNF 4°, batteria 1         | Sconosciuto 3°, serie 1 | Eliminato   |
| 110 metri ostacoli | —         | Adolphe Klingelhoefer  | DNF 4°, batteria 2         | Eliminato               | Eliminato   |
|                    |           |                        |                            |                         |             |
| 200 metri ostacoli | 4°        | Eugène Choisel         | Sconosciuto 2°, batteria 1 | -                       | Sconosciuto |
| 200 metri ostacoli | —         | Henri Tauzin           | Sconosciuto 4°, batteria 2 | -                       | Eliminato   |
|                    |           |                        |                            |                         |             |
| 400 metri ostacoli | 2°        | Henri Tauzin           | Walkover 1°, serie 2       | -                       | 58.3        |
| 2500 metri siepi   | 3°        | Jean Chastanié         | -                          | -                       | Sconosciuto |
|                    |           |                        |                            |                         |             |
| 4000 metri siepi   | 4°        | Jean Chastanié         | -                          | -                       | Sconosciuto |
|                    |           |                        |                            |                         |             |
| Maratona           | 1°        | Michel Théato          | -                          | -                       | 2:59:45.0   |
| Maratona           | 2°        | Émile Champion         | -                          | -                       | 3:04:17.0   |
| Maratona           | 4°        | Eugène Besse           | -                          | -                       | 4:00:43.0   |
| Maratona           | —         | Auguste Marchais       | -                          | -                       | DNF         |
| Maratona           | —         | Georges Touquet-Daunis | -                          | -                       | DNF         |
|                    |           |                        |                            |                         |             |

| Evento               | Posizione | Squadra/Atleta    | Misura/Tempo |
| -------------------- | --------- | ----------------- | ------------ |
|                      |           |                   |              |
| 5000 metri a squadre | 2°        | Francia           | 29 punti     |
| 5000 metri a squadre |           |                   |              |
| 5000 metri a squadre | 3°        | Henri Deloge      | 3 punti      |
| 5000 metri a squadre | 4°        | Gaston Ragueneau  | 4 punti      |
| 5000 metri a squadre | 5°        | Jean Chastanié    | 5 punti      |
| 5000 metri a squadre | 8°        | Paul Castanet     | 8 punti      |
| 5000 metri a squadre | 9°        | Michel Champoudry | 9 punti      |
|                      |           |                   |              |

| Gara                    | Posizione | Atleta            | Qualificazione | Finale       |
| ----------------------- | --------- | ----------------- | -------------- | ------------ |
|                         |           |                   |                |              |
| Salto in lungo          | 5°        | Albert Delannoy   | 6.755 m 3°     | Non migliora |
|                         |           |                   |                |              |
| Salto triplo            | 5°        | Albert Delannoy   | -              | Sconosciuto  |
| Salto triplo            | 6°        | Alexandre Tuffèri | -              | Sconosciuto  |
|                         |           |                   |                |              |
| Salto in alto           | 7°        | Léon Monnier      | -              | 1.60 m       |
|                         |           |                   |                |              |
| Salto con l'asta        | 4°        | Émile Gontier     | -              | 3.10 m       |
|                         |           |                   |                |              |
| Salto in lungo da fermo | 3°        | Émile Torchebœuf  | -              | 3.030 m      |
|                         |           |                   |                |              |
| Lancio del disco        | 13°       | Émile Gontier     | -              | 30.00 m      |
|                         |           |                   |                |              |

### Calcio
| Gara            | Posizione | Giocatori | Incontro 1                             | Incontro 2                            |
| --------------- | --------- | --- | -------------------------------------- | ------------------------------------- |
|                 |           | |                                        |                                       |
| Torneo maschile | 2°        | Club Française Pierre Allemane, Louis Bach, Alfred Bloch, Fernand Canelle, René Ressejac-Duparc, Eugène Fraysse, Virgile Gaillard, Georges Garnier (capitano), René Grandjean, Lucien Huteau, André Lambert, Maurice Macaire, Gaston Peltier | perde vs. Upton Park Football Club 4-0 | vince vs. Université de Bruxelles 6-2 |

### Canottaggio
| Gara        | Posizione | Barca | Round 1               | Semifinali                   | Finale              |
| ----------- | --------- | --- | --------------------- | ---------------------------- | ------------------- |
|             |           | |                       |                              |                     |
| Singolo     | 1°        | Hermann Barrelet | 6:38.8 1ª batteria 2  | 8:23.0 1° semifinale 1       | 7:35.6              |
| Singolo     | 2°        | André Gaudin | 6:43.0 2ª batteria 2  | 8:33.4 2° semifinale 1       | 7:41.6              |
| Singolo     | 4°        | Robert d'Heilly | 6:38.8 2ª batteria 3  | 8:45.0 2° semifinale 2       | 8:16.0              |
| Singolo     | 5°        | Louis Prével | 6:29.6 1ª batteria 3  | 8:36.4 1° semifinale 2       | DNF                 |
| Singolo     | 6-8       | Raymond Benoit | 6:45.4 2ª batteria 1  | Sconosciuto 4°, semifinale 1 | Eliminato           |
| Singolo     | 6-8       | Charles Delaporte | 6:33.8 1ª batteria 4  | 9:25.2 3°, semifinale 2      | Eliminato           |
| Singolo     | 6-8       | Pierre Ferlin | 6:46.8 2ª batteria 4  | Sconosciuto 4°, semifinale 2 | Eliminato           |
| Singolo     | 9°        | Lardon | 6:46.4 3°, batteria 2 | Eliminato                    | Eliminato           |
| Singolo     | 10°       | E. Dammann | 7:13.0 3°, batteria 1 | Eliminato                    | Eliminato           |
|             |           | |                       |                              |                     |
| Due con     | 2°        | Société Nautique de la Marne Lucien Martinet, René Waleff, timoniere sconosciuto                                                  | -                     | 6:47.4 1° semifinale 1       | 7:34.4              |
| Due con     | 3°        | Rowing Club Castillon Carlos Deltour, Antoine Védrenne, Paoli (tim.)                                                              | -                     | 6:33.4 1° semifinale 2       | 7:57.2              |
| Due con     | 4°        | Cercle Nautique de Reims Pierre Ferlin, Mathieu, timoniere sconosciuto                                                            | -                     | 7:00.0 2° semifinale 2       | 8:01.0              |
| Due con     | 6°        | Club Nautique de Dieppe Delabarre, Galee, timoniere sconosciuto                                                                   | -                     | 7:04.0 4°, semifinale 2      | Eliminato           |
| Due con     | 7°        | Stade Français L. Roche, G. Love, timoniere sconosciuto                                                                           | -                     | DNF semifinale 1             | Eliminato           |
|             |           | |                       |                              |                     |
| Quattro con | 1°        | Cercle de l'Aviron Roubaix Henri Bouckaert, Jean Cau, Émile Delchambre, Henri Hazebrouck, Charlot (tim.)                          | -                     | 5:59.0 2nd, semifinale 3     | 7:11.0 1st, final A |
| Quattro con | 2°        | Club Nautique de Lyon Georges Lumpp, Charles Perrin, Daniel Soubeyran, Émile Wegelin, timoniere sconosciuto                       | -                     | 6:06.2 2° semifinale 2       | 7:18.0 2° final A   |
| Quattro con | 7°        | Club Nautique de Dieppe Angot, Delabarre, Gelée, Maison, timoniere sconosciuto                                                    | -                     | 6:20.0 4°, semifinale 3      | Eliminato           |
| Quattro con | 9°        | Club Nautique de Français Beslaud, Deslinières, Peyronnie, Saurel, timoniere sconosciuto                                          | -                     | 6:40.0 3°, semifinale 1      | Eliminato           |
| Quattro con | 10°       | Société Nautique de la Marne Cocuet, Demaré, Dorlia, Waleff, timoniere sconosciuto                                                | -                     | DNF semifinale 2             | Eliminato           |
|             |           | |                       |                              |                     |
| Otto        | 5°        | Société Nautique de la Marne Carton, Chantriaux, Cocuet, Demaré, Dorlia, Guilbert, Lucien Martinet, Waleff, timoniere sconosciuto | -                     | 4:59.2 1° semifinale 1       | 6:23.0              |
|             |           | |                       |                              |                     |

### Ciclismo
| Gara              | Posizione | Ciclista           | Round 1                | Quarti di finale      | Semifinalei     | Finale      |
| ----------------- | --------- | ------------------ | ---------------------- | --------------------- | --------------- | ----------- |
|                   |           |                    |                        |                       |                 |             |
| 2000 metri sprint | 1°        | Albert Taillandier | 1° batteria 7          | 1° quarti di finale 5 | 1° semifinale 3 | 1°          |
| 2000 metri sprint | 2°        | Fernand Sanz       | 2° batteria 3          | 1° quarti di finale 2 | 1° semifinale 2 | 2°          |
| 2000 metri sprint | —         | Legrain            | 1° batteria 4          | 1° quarti di finale 9 | 2° semifinale 3 | Eliminato   |
| 2000 metri sprint | —         | Ferdinand Vasserot | 3° batteria 1          | 1° quarti di finale 8 | 2° semifinale 1 | Eliminato   |
| 2000 metri sprint | —         | Georges Coindre    | 2° batteria 2          | 1° quarti di finale 3 | 3° semifinale 2 | Eliminato   |
| 2000 metri sprint | —         | Maissonnave        | 1° batteria 5          | 1° quarti di finale 7 | 3° semifinale 1 | Eliminato   |
| 2000 metri sprint | —         | J. Mallet          | 3° batteria 9          | 1° quarti di finale 6 | 3° semifinale 3 | Eliminato   |
| 2000 metri sprint | —         | Bullier            | 3° batteria 6          | 2° quarti di finale 1 | Eliminato       | Eliminato   |
| 2000 metri sprint | —         | Marcel Dohis       | 2° batteria 7          | 2° quarti di finale 8 | Eliminato       | Eliminato   |
| 2000 metri sprint | —         | Louis Hildebrand   | 1° batteria 1          | 2° quarti di finale 4 | Eliminato       | Eliminato   |
| 2000 metri sprint | —         | F. Ponscarme       | 2° batteria 8          | 2° quarti di finale 7 | Eliminato       | Eliminato   |
| 2000 metri sprint | —         | Adolphe Cayron     | 1° batteria 2          | 3° quarti di finale 9 | Eliminato       | Eliminato   |
| 2000 metri sprint | —         | Chaput             | 3° batteria 5          | 3° quarti di finale 1 | Eliminato       | Eliminato   |
| 2000 metri sprint | —         | Daumain            | 3° batteria 2          | 3° quarti di finale 4 | Eliminato       | Eliminato   |
| 2000 metri sprint | —         | Will Davis         | 2° batteria 5          | 3° quarti di finale 8 | Eliminato       | Eliminato   |
| 2000 metri sprint | —         | Espeit             | 2° batteria 6          | 3° quarti di finale 7 | Eliminato       | Eliminato   |
| 2000 metri sprint | —         | Fras               | 3° batteria 4          | 3° quarti di finale 6 | Eliminato       | Eliminato   |
| 2000 metri sprint | —         | Germain            | 3° batteria 7          | 3° quarti di finale 3 | Eliminato       | Eliminato   |
| 2000 metri sprint | —         | Rosso              | 3° batteria 5          | 3° quarti di finale 2 | Eliminato       | Eliminato   |
| 2000 metri sprint | —         | Thomann            | 3° batteria 9          | 3° quarti di finale 5 | Eliminato       | Eliminato   |
| 2000 metri sprint | —         | Amberger           | 4º-8º posto batteria 3 | Eliminato             | Eliminato       | Eliminato   |
| 2000 metri sprint | —         | Augoyat            | 4º-7º posto batteria 7 | Eliminato             | Eliminato       | Eliminato   |
| 2000 metri sprint | —         | Omer Beaugendre    | 4º-8º posto batteria 4 | Eliminato             | Eliminato       | Eliminato   |
| 2000 metri sprint | —         | Bérard             | 4º-8º posto batteria 6 | Eliminato             | Eliminato       | Eliminato   |
| 2000 metri sprint | —         | Bertrand           | 4º-8º posto batteria 6 | Eliminato             | Eliminato       | Eliminato   |
| 2000 metri sprint | —         | Bessing            | 4º-7º posto batteria 7 | Eliminato             | Eliminato       | Eliminato   |
| 2000 metri sprint | —         | Bouinois           | 4º-8º posto batteria 2 | Eliminato             | Eliminato       | Eliminato   |
| 2000 metri sprint | —         | F. Boulmant        | 4º-8º posto batteria 5 | Eliminato             | Eliminato       | Eliminato   |
| 2000 metri sprint | —         | L. Boyer           | 4º-8º posto batteria 3 | Eliminato             | Eliminato       | Eliminato   |
| 2000 metri sprint | —         | Caillet            | 4º-5º posto batteria 9 | Eliminato             | Eliminato       | Eliminato   |
| 2000 metri sprint | —         | Chalupa            | 4º-8º posto batteria 6 | Eliminato             | Eliminato       | Eliminato   |
| 2000 metri sprint | —         | Coisy              | 4º-8º posto batteria 4 | Eliminato             | Eliminato       | Eliminato   |
| 2000 metri sprint | —         | Dubois             | 4º-8º posto batteria 1 | Eliminato             | Eliminato       | Eliminato   |
| 2000 metri sprint | —         | Dubourdien         | 4º-8º posto batteria 1 | Eliminato             | Eliminato       | Eliminato   |
| 2000 metri sprint | —         | L. Dumont          | 4º-8º posto batteria 1 | Eliminato             | Eliminato       | Eliminato   |
| 2000 metri sprint | —         | Franzen            | 4º-8º posto batteria 4 | Eliminato             | Eliminato       | Eliminato   |
| 2000 metri sprint | —         | Guillot            | 4º-8º posto batteria 5 | Eliminato             | Eliminato       | Eliminato   |
| 2000 metri sprint | —         | Lohner             | 4º-8º posto batteria 5 | Eliminato             | Eliminato       | Eliminato   |
| 2000 metri sprint | —         | Longchamp          | 4º-8º posto batteria 5 | Eliminato             | Eliminato       | Eliminato   |
| 2000 metri sprint | —         | Maibaum            | 4º-6º posto batteria 8 | Eliminato             | Eliminato       | Eliminato   |
| 2000 metri sprint | —         | Monniot            | 4º-7º posto batteria 7 | Eliminato             | Eliminato       | Eliminato   |
| 2000 metri sprint | —         | Mossmann           | 4º-5º posto batteria 9 | Eliminato             | Eliminato       | Eliminato   |
| 2000 metri sprint | —         | Neursuth           | 4º-8º posto batteria 3 | Eliminato             | Eliminato       | Eliminato   |
| 2000 metri sprint | —         | Pichard            | 4º-8º posto batteria 4 | Eliminato             | Eliminato       | Eliminato   |
| 2000 metri sprint | —         | Pilton             | 4º-6º posto batteria 8 | Eliminato             | Eliminato       | Eliminato   |
| 2000 metri sprint | —         | Pouget             | 4º-8º posto batteria 1 | Eliminato             | Eliminato       | Eliminato   |
| 2000 metri sprint | —         | A. Roger           | 4º-8º posto batteria 3 | Eliminato             | Eliminato       | Eliminato   |
| 2000 metri sprint | —         | Ruez               | 4º-8º posto batteria 3 | Eliminato             | Eliminato       | Eliminato   |
| 2000 metri sprint | —         | Saignier           | 4º-8º posto batteria 2 | Eliminato             | Eliminato       | Eliminato   |
| 2000 metri sprint | —         | L. Saunière        | 4º-8º posto batteria 4 | Eliminato             | Eliminato       | Eliminato   |
| 2000 metri sprint | —         | Stertz             | 4º-8º posto batteria 6 | Eliminato             | Eliminato       | Eliminato   |
| 2000 metri sprint | —         | Terrier            | 4º-6º posto batteria 8 | Eliminato             | Eliminato       | Eliminato   |
| 2000 metri sprint | —         | Vadblad            | 4º-8º posto batteria 2 | Eliminato             | Eliminato       | Eliminato   |
| 2000 metri sprint | —         | P. Hubault         | DNF batteria 9         | Eliminato             | Eliminato       | Eliminato   |
| 2000 metri sprint | —         | Wick               | DNF batteria 9         | Eliminato             | Eliminato       | Eliminato   |
| 2000 metri sprint | —         | Porcher            | DSQ batteria 8         | Eliminato             | Eliminato       | Eliminato   |
|                   |           |                    |                        |                       |                 |             |
| 25 chilometri     | 1°        | Louis Bastien      | -                      | -                     | -               | 25:36.2     |
| 25 chilometri     | 2°        | Louis Hildebrand   | -                      | -                     | -               | 28:09.4     |
| 25 chilometri     | 3°        | Auguste Daumain    | -                      | -                     | -               | 29:36.2     |
| 25 chilometri     | 4°        | Bertrand           | -                      | -                     | -               | Sconosciuto |
| 25 chilometri     | 5-6       | Gingembre          | -                      | -                     | -               | Sconosciuto |
| 25 chilometri     | 5-6       | Louis Trousselier  | -                      | -                     | -               | Sconosciuto |
|                   |           |                    |                        |                       |                 |             |

### Cricket
| Gara               | Posizione | Atleti | Finale            |
| ------------------ | --------- | --- | ----------------- |
|                    |           | |                   |
| 2 giorni 12 uomini | 2°        | French Athletic Club Union W. Anderson, William Attrill, John Braid, W. Browning, Robert Horne, Timothée Jordan, Arthur MacEvoy, Douglas Robinson, H. F. Roques, Alfred Schneidau, Henry Terry, Philip Tomalin (capitano) | Perso di 158 runs |
|                    |           | |                   |

### Croquet
| Gara                | Posizione | Giocatori            | Round 1              | Round 2              | Finale               |
| ------------------- | --------- | -------------------- | -------------------- | -------------------- | -------------------- |
|                     |           |                      |                      |                      |                      |
| Singolare una palla | 1°        | Gaston Aumoitte      | 18 punti 4°          | 18 punti 2°          | 15 punti             |
| Singolare una palla | 2°        | Georges Johin        | 13 punti 2°          | 16 punti 1°          | 21 punti             |
| Singolare una palla | 3°        | Chrétien Waydelich   | 11 punti 1°          | 20 punti 3°          | eliminato            |
| Singolare una palla | 4°        | Blachère             | 17 punti 3°          | 22 punti 4°          | eliminato            |
| Singolare una palla | 5°        | Desprès              | 24 punti 5°          | eliminato            | eliminato            |
| Singolare una palla | —         | Jeanne Filleul-Brohy | DNF                  | eliminato            | eliminato            |
| Singolare una palla | —         | Marie Ohier          | DNF                  | eliminato            | eliminato            |
| Singolare una palla | —         | Jacques Sautereau    | DNF                  | eliminato            | eliminato            |
|                     |           |                      |                      |                      |                      |
| Singolare due palle | 1°        | Waydelich            | Dettagli sconosciuti | Dettagli sconosciuti | Dettagli sconosciuti |
| Singolare due palle | 2°        | Maurice Vignerot     | Dettagli sconosciuti | Dettagli sconosciuti | Dettagli sconosciuti |
| Singolare due palle | 3°        | Sautereau            | Dettagli sconosciuti | Dettagli sconosciuti | Dettagli sconosciuti |
| Singolare due palle | 4°        | Blachère             | Dettagli sconosciuti | Dettagli sconosciuti | Dettagli sconosciuti |
| Singolare due palle | —         | Desprès              | Dettagli sconosciuti | Dettagli sconosciuti | Dettagli sconosciuti |
| Singolare due palle | —         | Filleul-Brohy        | Dettagli sconosciuti | Dettagli sconosciuti | Dettagli sconosciuti |
|                     |           |                      |                      |                      |                      |
| Doppio              | 1°        | Aumoitte Johin       | Dettagli sconosciuti | Dettagli sconosciuti | Dettagli sconosciuti |
|                     |           |                      |                      |                      |                      |

### Equitazione
| Gara           | Posizione | Atleta               | Tempo, altezza o distanza |
| -------------- | --------- | -------------------- | ------------------------- |
|                |           |                      |                           |
| Salto          | 3°        | Louis de Champsavin  | 2:26.0                    |
| Salto          | 4-37      | Louis d'Havrincourt  | sconosciuto               |
| Salto          | 4-37      | Maurice Jéhin        | sconosciuto               |
| Salto          | 4-37      | Henri Leclerc        | sconosciuto               |
| Salto          | 4-37      | Henri Leclerc        | sconosciuto               |
| Salto          | 4-37      | Louis Napoléon Murat | sconosciuto               |
| Salto          | 4-37      | 15 altri atleti      |                           |
|                |           |                      |                           |
| Salto in alto  | 1°        | Dominique Gardères   | 1.85 metri                |
| Salto in alto  | 5-18      | 6 altri atleti       | 6 altri atleti            |
|                |           |                      |                           |
| Salto in lungo | 3°        | de Bellegarde        | 5.30 metri                |
| Salto in lungo | 4°        | Napoléon Murat       | 4.90 metri                |
| Salto in lungo | 5-17      | 7 altri atleti       | 7 altri atleti            |
|                |           |                      |                           |

### Ginnastica
| Gara     | Posizione | Ginnasta           | Punteggio |
| -------- | --------- | ------------------ | --------- |
|          |           |                    |           |
| Completo | 1°        | Gustave Sandras    | 302       |
| Completo | 2°        | Noël Bas           | 295       |
| Completo | 3°        | Lucien Démanet     | 293       |
| Completo | 4°        | Pierre Payssé      | 290       |
| Completo | 4°        | Jules Rolland      | 290       |
| Completo | 6°        | Gustave Fahy       | 283       |
| Completo | 7°        | Joseph Martinez    | 277       |
| Completo | 8°        | Marcel Lalu        | 275       |
| Completo | 8°        | Mauvezain          | 275       |
| Completo | 10°       | Joseph Léstienne   | 273       |
| Completo | 11°       | Georges Dejaeghère | 272       |
| Completo | 12°       | Gaché              | 270       |
| Completo | 12°       | Joseph Lavielle    | 270       |
| Completo | 14°       | Berhouzouq         | 268       |
| Completo | 15°       | Bollet             | 267       |
| Completo | 15°       | Joseph Castiglioni | 267       |
| Completo | 17°       | Gaucher            | 266       |
| Completo | 18°       | Moreno             | 265       |
| Completo | 19°       | Obrech             | 264       |
| Completo | 21°       | Daniel Lavielle    | 263       |
| Completo | 22°       | Monteil            | 262       |
| Completo | 23°       | Ghysels            | 261       |
| Completo | 23°       | Schaan             | 261       |
| Completo | 26°       | Allègré            | 257       |
| Completo | 27°       | Fernand Ravoux     | 256       |
| Completo | 30°       | Paulin Lemaire     | 251       |
| Completo | 32°       | Bettremieux        | 249       |
| Completo | 32°       | Dominique Ravoux   | 249       |
| Completo | 35°       | Auguste Castille   | 248       |
| Completo | 35°       | Jules Perret       | 248       |
| Completo | 37°       | Paul Gibiard       | 247       |
| Completo | 37°       | Jules Lecoutre     | 247       |
| Completo | 37°       | Vedeux             | 247       |
| Completo | 40°       | Balossier          | 246       |
| Completo | 40°       | Imbert             | 246       |
| Completo | 40°       | Pratviel           | 246       |
| Completo | 43°       | Élie Bourgois      | 245       |
| Completo | 43°       | Honorez            | 245       |
| Completo | 46°       | Bouchon            | 244       |
| Completo | 47°       | Bornes             | 243       |
| Completo | 47°       | Émile Fréteur      | 243       |
| Completo | 49°       | Michaud            | 242       |
| Completo | 50°       | Jardinier          | 241       |
| Completo | 50°       | Labonal            | 241       |
| Completo | 50°       | Thiriet            | 241       |
| Completo | 56°       | Fernhbach          | 236       |
| Completo | 56°       | Scherb             | 236       |
| Completo | 56°       | Strasser           | 236       |
| Completo | 60°       | Grimm              | 233       |
| Completo | 60°       | Simon              | 233       |
| Completo | 62°       | Boulanger          | 232       |
| Completo | 62°       | Lévy               | 232       |
| Completo | 64°       | Deroubaix          | 231       |
| Completo | 65°       | Blanchard          | 230       |
| Completo | 65°       | Le Bourvelec       | 230       |
| Completo | 67°       | Jules Deleval      | 229       |
| Completo | 67°       | Salzard            | 229       |
| Completo | 69°       | Fierens            | 228       |
| Completo | 70°       | Georges Dubois     | 225       |
| Completo | 74°       | Dejean             | 221       |
| Completo | 75°       | Bourgougnoux       | 220       |
| Completo | 75°       | Henri Fréteur      | 220       |
| Completo | 77°       | Otto Meyer         | 219       |
| Completo | 79°       | Douchet            | 216       |
| Completo | 79°       | Pradairol          | 216       |
| Completo | 79°       | Viart              | 216       |
| Completo | 84°       | Debailly           | 214       |
| Completo | 84°       | Decruz             | 214       |
| Completo | 84°       | Rostin             | 214       |
| Completo | 88°       | Aubert             | 211       |
| Completo | 88°       | Dufeite            | 211       |
| Completo | 88°       | Gillet             | 211       |
| Completo | 88°       | Labouret           | 211       |
| Completo | 93°       | Bourry             | 210       |
| Completo | 93°       | Koubi              | 210       |
| Completo | 93°       | Pelat              | 210       |
| Completo | 93°       | Viéville           | 210       |
| Completo | 97°       | Ollivier           | 209       |
| Completo | 98°       | Chapau             | 208       |
| Completo | 100°      | Minot              | 206       |
| Completo | 101°      | Coone              | 205       |
| Completo | 102°      | Denis              | 204       |
| Completo | 102°      | Jules Pinaud       | 204       |
| Completo | 105°      | Barodet            | 201       |
| Completo | 106°      | Sidrac             | 200       |
| Completo | 108°      | Sourzat            | 196       |
| Completo | 109°      | Buchert            | 195       |
| Completo | 109°      | Lacombe            | 195       |
| Completo | 111°      | Van Hule           | 194       |
| Completo | 113°      | Favier             | 190       |
| Completo | 113°      | Fouché             | 190       |
| Completo | 115°      | Lemoine            | 187       |
| Completo | 116°      | Deckert            | 184       |
| Completo | 117°      | Germain            | 183       |
| Completo | 118°      | Jacquemin          | 180       |
| Completo | 120°      | Kehr               | 178       |
| Completo | 121°      | Coucou             | 177       |
| Completo | 122°      | Cousin             | 175       |
| Completo | 122°      | Leroux             | 175       |
| Completo | 125°      | Vandenhaute        | 166       |
| Completo | 126°      | Bernillon          | 164       |
| Completo | 126°      | Delaleau           | 164       |
| Completo | 126°      | Parisot            | 164       |
| Completo | 126°      | Samuel Roche       | 164       |
| Completo | 130°      | Touche             | 154       |
| Completo | 131°      | Prilleux           | 149       |
| Completo | 132°      | Bayer              | 145       |
| Completo | 133°      | Terrier            | 133       |
|          |           |                    |           |

### Golf
| Gara              | Posizione | Atleta                     | Score |
| ----------------- | --------- | -------------------------- | ----- |
|                   |           |                            |       |
| Uomini (36 buche) | 5°        | H. E. Daunt                | 184   |
| Uomini (36 buche) | 9°        | Arthur Lord                | 221   |
| Uomini (36 buche) | 10°       | Pierre Deschamps           | 231   |
| Uomini (36 buche) | 12°       | J. van de Wynckélé         | 252   |
|                   |           |                            |       |
| Donne (9 buche)   | 4°        | Jeanne Froment-Meurice     | 56    |
| Donne (9 buche)   | 6°        | Madeleine Fournier-Sarlovè | 58    |
| Donne (9 buche)   | 7°        | Lucile Fain                | 65    |
| Donne (9 buche)   | 9°        | Rose Gelbert               | 76    |
| Donne (9 buche)   | 10°       | Marie Brun                 | 80    |
|                   |           |                            |       |

### Nuoto
| Gara                             | Posizione | Nuotatore          | Semifinalei                | Finale      |
| -------------------------------- | --------- | ------------------ | -------------------------- | ----------- |
|                                  |           |                    |                            |             |
| 200 m stile libero maschili      | 5°        | Maurice Hochepied  | 2:48.0 4°, semifinale 5    | 2:53.0      |
| 200 m stile libero maschili      | 7°        | Jules Clévenot     | 3:05.0 1°, semifinale 4    | 2:56.2      |
| 200 m stile libero maschili      | 9°        | Louis Martin       | 2:47.4 3°, semifinale 5    | Sconosciuto |
| 200 m stile libero maschili      | 14°       | Féret              | 3:12.2 3°, semifinale 2    | Eliminato   |
| 200 m stile libero maschili      | 15°       | Tartara            | 3:13.0 2°, semifinale 3    | Eliminato   |
| 200 m stile libero maschili      | 16°       | Victor Cadet       | 3:24.0 4°, semifinale 2    | Eliminato   |
| 200 m stile libero maschili      | 19°       | Victor Hochepied   | 3:46.6 3°, semifinale 3    | Eliminato   |
| 200 m stile libero maschili      | 20°       | Texier             | 3:47.0 4°, semifinale 3    | Eliminato   |
| 200 m stile libero maschili      | 21°       | Peyrusson          | 3:47.6 5°, semifinale 3    | Eliminato   |
| 200 m stile libero maschili      | 22°       | Adam               | 4:28.0 5°, semifinale 5    | Eliminato   |
| 200 m stile libero maschili      | 24°       | Ronaux             | 4:36.4 6°, semifinale 5    | Eliminato   |
| 200 m stile libero maschili      | 25°       | Léauté             | 4:39.4 5°, semifinale 4    | Eliminato   |
| 200 m stile libero maschili      | 26°       | Pujol              | DNF semifinale 3           | Eliminato   |
|                                  |           |                    |                            |             |
| 1000 metri stile libero maschili | 5°        | Louis Martin       | 16:58.0 3°, semifinale 4   | 16:30.4     |
| 1000 metri stile libero maschili | 6°        | Georges Leuillieux | 17:09.6 3°, semifinale 3   | 16:53.2     |
| 1000 metri stile libero maschili | 7°        | Maurice Hochepied  | 17:13.2 2°, semifinale 1   | 16:53.4     |
| 1000 metri stile libero maschili | 8°        | Verbecke           | 17:18.0 1°, semifinale 2   | 17:13.8     |
| 1000 metri stile libero maschili | 11°       | Fumouze            | 18:00.0 4°, semifinale 1   | Eliminato   |
| 1000 metri stile libero maschili | 12°       | Désiré Mérchez     | 18:17.2 4°, semifinale 3   | Eliminato   |
| 1000 metri stile libero maschili | 13°       | Texier             | 21:33.0 4°, semifinale 4   | Eliminato   |
| 1000 metri stile libero maschili | 14°       | Lué                | 24:15.0 2°, semifinale 2   | Eliminato   |
| 1000 metri stile libero maschili | 15°       | Lapostolet         | 25:52.0 3°, semifinale 2   | Eliminato   |
| 1000 metri stile libero maschili | 16°       | Souchu             | DNF semifinale 2           | Eliminato   |
|                                  |           |                    |                            |             |
| 4000 metri stile libero maschili | 3°        | Louis Martin       | 1:22:29.6 3°, semifinale 1 | 1:13:08.4   |
| 4000 metri stile libero maschili | 7°        | Ernest Martin      | 1:28:32.6 2°, semifinale 3 | 1:26:32.2   |
| 4000 metri stile libero maschili | 10°       | Texier             | 1:31:02.8 4°, semifinale 2 | Eliminato   |
| 4000 metri stile libero maschili | 11°       | Louis Laufray      | 1:35:03.2 3°, semifinale 3 | Eliminato   |
| 4000 metri stile libero maschili | 12°       | Kobierski          | 1:37:10.4 5°, semifinale 2 | Eliminato   |
| 4000 metri stile libero maschili | 13°       | Lagarde            | 1:38:31.8 5°, semifinale 1 | Eliminato   |
| 4000 metri stile libero maschili | 14°       | Mortier            | 1:40:16.8 4°, semifinale 3 | Eliminato   |
| 4000 metri stile libero maschili | 15°       | Lué                | 1:46:40.4 6°, semifinale 2 | Eliminato   |
| 4000 metri stile libero maschili | 16°       | de Romand          | 1:50:36.4 6°, semifinale 1 | Eliminato   |
| 4000 metri stile libero maschili | 17°       | Fumouze            | 2:02:27.0 7°, semifinale 1 | Eliminato   |
| 4000 metri stile libero maschili | 18°       | L. Baudoin         | DNF semifinale 2           | Eliminato   |
| 4000 metri stile libero maschili | 18°       | Jules Clévenot     | DNF semifinale 3           | Eliminato   |
| 4000 metri stile libero maschili | 18°       | Gallais            | DNF semifinale 2           | Eliminato   |
| 4000 metri stile libero maschili | 18°       | Gellé              | DNF semifinale 3           | Eliminato   |
| 4000 metri stile libero maschili | 18°       | Heyberger          | DNF semifinale 3           | Eliminato   |
| 4000 metri stile libero maschili | 18°       | Landrich           | DNF semifinale 2           | Eliminato   |
| 4000 metri stile libero maschili | 18°       | Georges Leuillieux | DNF semifinale 1           | Eliminato   |
| 4000 metri stile libero maschili | 18°       | Loppé              | DNF semifinale 3           | Eliminato   |
| 4000 metri stile libero maschili | 18°       | Regnault           | DNF semifinale 3           | Eliminato   |
| 4000 metri stile libero maschili | 18°       | Vallée             | DNF semifinale 3           | Eliminato   |
|                                  |           |                    |                            |             |
| 200 metri dorso maschili         | 6°        | de Romand          | 3:56.6 2°, semifinale 2    | 3:38.0      |
| 200 metri dorso maschili         | 9°        | Georges Leuillieux | 3:10.2 3°, semifinale 3    | DNF         |
| 200 metri dorso maschili         | 11°       | Lué                | 4:10.0 5°, semifinale 3    | Eliminato   |
| 200 metri dorso maschili         | 12°       | Peyrusson          | 4:15.6 6°, semifinale 3    | Eliminato   |
| 200 metri dorso maschili         | 13°       | Lapostolet         | 4:34.6 5°, semifinale 1    | Eliminato   |
| 200 metri dorso maschili         | 14°       | Chevrand           | 4:42.0 3°, semifinale 2    | Eliminato   |
| 200 metri dorso maschili         | 15°       | Texier             | 4:49.0 7°, semifinale 3    | Eliminato   |
| 200 metri dorso maschili         | 16°       | Fumouze            | 5:17.0 6°, semifinale 1    | Eliminato   |
|                                  |           |                    |                            |             |
| 200 metri maschili ad ostacoli   | 7°        | Maurice Hochepied  | 3:16.2 2°, semifinale 3    | 2:58.0      |
| 200 metri maschili ad ostacoli   | 8°        | Verbecke           | 3:18.0 3°, semifinale 2    | 3:08.4      |
| 200 metri maschili ad ostacoli   | 9°        | Bertrand           | 3:28.2 3°, semifinale 3    | 3:17.0      |
| 200 metri maschili ad ostacoli   | 10°       | Louis Marc         | 3:29.2 4°, semifinale 1    | 3:30.6      |
| 200 metri maschili ad ostacoli   | 11°       | Victor Hochepied   | 3:37.2 4°, semifinale 2    | Eliminato   |
|                                  |           |                    |                            |             |

| Gara                     | Posizione | Nuotatore            | Secondi | Metri | Punteggio |
| ------------------------ | --------- | -------------------- | ------- | ----- | --------- |
|                          |           |                      |         |       |           |
| Nuoto subacqueo maschile | 1°        | Charles Devendeville | 68.4    | 60.00 | 188.4     |
| Nuoto subacqueo maschile | 2°        | André Six            | 65.4    | 60.00 | 185.4     |
| Nuoto subacqueo maschile | 4°        | de Romand            | 50.2    | 47.50 | 145.2     |
| Nuoto subacqueo maschile | 5°        | Tisserand            | 48.0    | 30.75 | 109.5     |
| Nuoto subacqueo maschile | 7°        | Menault              | 38.4    | 32.50 | 103.4     |
| Nuoto subacqueo maschile | 8°        | Louis Marc           | 32.0    | 34.00 | 100.0     |
| Nuoto subacqueo maschile | 9°        | Peyrusson            | 29.6    | 31.00 | 91.6      |
| Nuoto subacqueo maschile | 10°       | Kaisermann           | 56.8    | 16.10 | 88.8      |
| Nuoto subacqueo maschile | 11°       | Leclerq              | 28.0    | 30.00 | 88.0      |
| Nuoto subacqueo maschile | 12°       | Chevrand             | 32.0    | 20.00 | 72.0      |
| Nuoto subacqueo maschile | 14°       | Eucher               | 23.0    | 21.50 | 66.0      |
|                          |           |                      |         |       |           |

| Gara                         | Posizione | Squadra                      | Nuotatori                                                         | Punteggio |
| ---------------------------- | --------- | ---------------------------- | ----------------------------------------------------------------- | --------- |
|                              |           |                              |                                                                   |           |
| 200 metri maschili a squadre | 2°        | Tritons Lillois              | Bertrand Victor Cadet Maurice Hochepied Victor Hochepied Verbecke | 51 punti  |
| 200 metri maschili a squadre | 3°        | Pupilles de Neptune de Lille | Houben Georges Leuillieux Louis Martin Désiré Merchez Tartara     | 62 punti  |
| 200 metri maschili a squadre | 4°        | Libellule de Paris           | Jules Clévenot Rosier Féret Gasaigne Pelloy                       | 65 punti  |
|                              |           |                              |                                                                   |           |

### Pallanuoto
| Nazionale maschile francese (Pupilles de Neptune de Lille #2) di pallanuoto · Giochi olimpici - Parigi 1900  | Nazionale maschile francese (Pupilles de Neptune de Lille #2) di pallanuoto · Giochi olimpici - Parigi 1900  | Nazionale maschile francese (Pupilles de Neptune de Lille #2) di pallanuoto · Giochi olimpici - Parigi 1900 |
| --- | --- | --- |
| Pupilles de Neptune de Lille #2 Camelin · Coulon · Fardel · Fiolet · Gellé · Marc · Martin · Mérchez · CT: - | Pupilles de Neptune de Lille #2 Camelin · Coulon · Fardel · Fiolet · Gellé · Marc · Martin · Mérchez · CT: - | Francia (bandiera)                                                                                          |

| Nazionale maschile francese (Libellule de Paris) di pallanuoto · Giochi olimpici - Parigi 1900  | Nazionale maschile francese (Libellule de Paris) di pallanuoto · Giochi olimpici - Parigi 1900  | Nazionale maschile francese (Libellule de Paris) di pallanuoto · Giochi olimpici - Parigi 1900 |
| ----------------------------------------------------------------------------------------------- | ----------------------------------------------------------------------------------------------- | ---------------------------------------------------------------------------------------------- |
| Libellule de Paris Burgess · Clévenot · Decuyper · Laufray · Peslier · Pesloy · Vasseur · CT: - | Libellule de Paris Burgess · Clévenot · Decuyper · Laufray · Peslier · Pesloy · Vasseur · CT: - | Francia (bandiera)                                                                             |

| Nazionale maschile francese (Pupilles de Neptune de Lille #1) di pallanuoto · Giochi olimpici - Parigi 1900 | Nazionale maschile francese (Pupilles de Neptune de Lille #1) di pallanuoto · Giochi olimpici - Parigi 1900 | Nazionale maschile francese (Pupilles de Neptune de Lille #1) di pallanuoto · Giochi olimpici - Parigi 1900 |
| --- | --- | --- |
| Pupilles de Neptune de Lille #1 Favier · Houben · Lériche · Leuillieux · Martin · Tartara · Treffel · CT: - | Pupilles de Neptune de Lille #1 Favier · Houben · Lériche · Leuillieux · Martin · Tartara · Treffel · CT: - | Francia (bandiera)                                                                                          |

| Nazionale maschile francese (Tritons Lillois) di pallanuoto · Giochi olimpici - Parigi 1900          | Nazionale maschile francese (Tritons Lillois) di pallanuoto · Giochi olimpici - Parigi 1900          | Nazionale maschile francese (Tritons Lillois) di pallanuoto · Giochi olimpici - Parigi 1900 |
| --- | --- | ------------------------------------------------------------------------------------------- |
| Tritons Lillois Bertrand · Cadet · Devendeville · Hochepied · Leclerq · Tisserand · Verbecke · CT: - | Tritons Lillois Bertrand · Cadet · Devendeville · Hochepied · Leclerq · Tisserand · Verbecke · CT: - | Francia (bandiera)                                                                          |

### Pelota basca
| Gara   | Posizione | Squadra                      | Incontro                                             |
| ------ | --------- | ---------------------------- | ---------------------------------------------------- |
|        |           |                              |                                                      |
| Doppio | 2°        | Maurice Durquetty Etchegaray | perde vs. José de Amézola/Francisco Villota (Spagna) |
|        |           |                              |                                                      |

### Polo
| Gara          | Posizione | Squadra | Quarti di finele                    | Semifinali                         | Finale          |
| ------------- | --------- | --- | ----------------------------------- | ---------------------------------- | --------------- |
|               |           | |                                     |                                    |                 |
| Polo maschile | 3°        | Bagatelle Polo Club de Paris Robert Fournier-Sarlovèze Maurice Raoul-Duval Edouard Alphonse de Rothschild 1 giocatore britannico | Bye                                 | Perde 6-4 vs. Foxhunters (GBR/USA) | Did not advance |
| Polo maschile | 5°        | Compiègne Polo Club Louis de Bissacia Jean Boussod André Fauquet-Lemaître Maurice Raoul-Duval                                    | Perde 10-0 vs. Foxhunters (GBR/USA) | eliminati                          | eliminati       |
|               |           | |                                     |                                    |                 |

### Rugby
| Gara           | Posizione | Squadra | Match 1              | Match 2                  | Match 3 |
| -------------- | --------- | --- | -------------------- | ------------------------ | ------- |
|                |           | |                      |                          |         |
| Rugby maschile | 1°        | Union des Sociétés Français de Sports Athletiques Vladimir Aïtoff, Abel Albert, Léon Binoche, Jean Collas, Jean-Guy Gautier, Auguste Giroux, Charles Gondouin, Constantin Henriquez, Jean Hervé, Victor Lardanchet, Hubert Lefèbvre, Joseph Olivier, Alexandre Pharamond, Frantz Reichel, André Rischmann, Albert Roosevelt, Émile Sarrade | W 27-17 vs. Germania | W 27-8 vs. Gran Bretagna | —       |
|                |           | |                      |                          |         |

### Scherma
| Gara                      | Posizione | Atleta                                      | Round 1                    | Quarti di finale            | Ripescaggio              | Semifinali            | Finale                     |  |  |  |  |  |  |
| ------------------------- | --------- | ------------------------------------------- | -------------------------- | --------------------------- | ------------------------ | --------------------- | -------------------------- |  |  |  |  |  |  |
|                           |           |                                             |                            |                             |                          |                       |                            |  |  |  |  |  |  |
| Fioretto                  | 1°        | Émile Coste                                 | Qualificato dalla giuria   | Qualificato dalla giuria    | Diritto alle semifinali  | 1º posto semifinale A | 1º posto                   |  |  |  |  |  |  |
| Fioretto                  | 2°        | Henri Masson                                | Qualificato dalla giuria   | Qualificato dalla giuria    | Diritto alle semifinali  | 2º posto semifinale A | 2º posto                   |  |  |  |  |  |  |
| Fioretto                  | 3°        | Marcel Jacques Boulenger                    | Qualificato dalla giuria   | Qualificato dalla giuria    | Diritto alle semifinali  | 1º posto semifinale B | 3º posto                   |  |  |  |  |  |  |
| Fioretto                  | 4°        | Félix Debax                                 | Qualificato dalla giuria   | Qualificato dalla giuria    | Diritto alle semifinali  | 2º posto semifinale B | 4°                         |  |  |  |  |  |  |
| Fioretto                  | 5°        | Pierre d'Hughes                             | Qualificato dalla giuria   | Ai ripescaggi dalla giuria  | Qualificato dalla giuria | 3º posto semifinale B | 5º posto                   |  |  |  |  |  |  |
| Fioretto                  | 6°        | Prospère Sénat                              | Qualificato dalla giuria   | Ai ripescaggi dalla giuria  | Qualificato dalla giuria | 3º posto semifinale A | 6º posto                   |  |  |  |  |  |  |
| Fioretto                  | 7°        | Georges Dillon-Kavanagh                     | Qualificato dalla giuria   | Ai ripescaggi dalla giuria  | Qualificato dalla giuria | 4° semifinale B       | 7º posto                   |  |  |  |  |  |  |
| Fioretto                  | 9°        | Claude de Boissière                         | Qualificato dalla giuria   | Qualificato dalla giuria    | Diritto alle semifinali  | 6º posto semifinale A | 1º posto consolazione 9-16 |  |  |  |  |  |  |
| Fioretto                  | 10°       | Eugène des Logis Berges                     | Qualificato dalla giuria   | Ai ripescaggi dalla giuria  | Qualificato dalla giuria | 8º posto semifinale B | 2º posto consolazione 9-16 |  |  |  |  |  |  |
| Fioretto                  | 11°       | de Saint-Aignan                             | Qualificato dalla giuria   | Ai ripescaggi dalla giuria  | Alternate dalla giuria   | DNC                   | 3º posto consolazione 9-16 |  |  |  |  |  |  |
| Fioretto                  | 12°       | Bélot                                       | Qualificato dalla giuria   | Ai ripescaggi dalla giuria  | Qualificato dalla giuria | 7º posto semifinale A | 4° consolazione 9-16       |  |  |  |  |  |  |
| Fioretto                  | 13°       | Ducrot                                      | Qualificato dalla giuria   | Qualificato dalla giuria    | Diritto alle semifinali  | 7º posto semifinale B | 5º posto consolazione 9-16 |  |  |  |  |  |  |
| Fioretto                  | 15°       | Adrien Guyon                                | Qualificato dalla giuria   | Qualificato dalla giuria    | Diritto alle semifinali  | 6º posto semifinale B | 7º posto consolazione 9-16 |  |  |  |  |  |  |
| Fioretto                  | 16°       | Guèrin                                      | Qualificato dalla giuria   | Qualificato dalla giuria    | Diritto alle semifinali  | 5º posto semifinale A | 8º posto consolazione 9-16 |  |  |  |  |  |  |
| Fioretto                  | 17°       | Jean-Joseph Renaud                          | Qualificato dalla giuria   | Qualificato dalla giuria    | Diritto alle semifinali  | 5º posto semifinale B | Rifiutato                  |  |  |  |  |  |  |
| Fioretto                  | 18-24     | Ferrand                                     | Qualificato dalla giuria   | Ai ripescaggi dalla giuria  | Eliminato dalla giuria   | Eliminato             | Eliminato                  |  |  |  |  |  |  |
| Fioretto                  | 18-24     | Henri Jobier                                | Qualificato dalla giuria   | Ai ripescaggi dalla giuria  | Eliminato dalla giuria   | Eliminato             | Eliminato                  |  |  |  |  |  |  |
| Fioretto                  | 18-24     | Plommet                                     | Qualificato dalla giuria   | Ai ripescaggi dalla giuria  | Eliminato dalla giuria   | Eliminato             | Eliminato                  |  |  |  |  |  |  |
| Fioretto                  | 18-24     | André de Schonen                            | Qualificato dalla giuria   | Ai ripescaggi dalla giuria  | Eliminato dalla giuria   | Eliminato             | Eliminato                  |  |  |  |  |  |  |
| Fioretto                  | 18-24     | Taillefert                                  | Qualificato dalla giuria   | Ai ripescaggi dalla giuria  | Eliminato dalla giuria   | Eliminato             | Eliminato                  |  |  |  |  |  |  |
| Fioretto                  | 18-24     | Léon Thiébaut                               | Qualificato dalla giuria   | Ai ripescaggi dalla giuria  | Eliminato dalla giuria   | Eliminato             | Eliminato                  |  |  |  |  |  |  |
| Fioretto                  | 25-34     | Albert Cahen                                | Qualificato dalla giuria   | Eliminato dalla giuria      | Eliminato                | Eliminato             | Eliminato                  |  |  |  |  |  |  |
| Fioretto                  | 25-34     | Calvet                                      | Qualificato dalla giuria   | Eliminato dalla giuria      | Eliminato                | Eliminato             | Eliminato                  |  |  |  |  |  |  |
| Fioretto                  | 25-34     | Jactel                                      | Qualificato dalla giuria   | Eliminato dalla giuria      | Eliminato                | Eliminato             | Eliminato                  |  |  |  |  |  |  |
| Fioretto                  | 25-34     | Robert Marc                                 | Qualificato dalla giuria   | Eliminato dalla giuria      | Eliminato                | Eliminato             | Eliminato                  |  |  |  |  |  |  |
| Fioretto                  | 25-34     | Martini                                     | Qualificato dalla giuria   | Eliminato dalla giuria      | Eliminato                | Eliminato             | Eliminato                  |  |  |  |  |  |  |
| Fioretto                  | 25-34     | Perrissoud                                  | Qualificato dalla giuria   | Eliminato dalla giuria      | Eliminato                | Eliminato             | Eliminato                  |  |  |  |  |  |  |
| Fioretto                  | 25-34     | H. Valarche                                 | Qualificato dalla giuria   | Eliminato dalla giuria      | Eliminato                | Eliminato             | Eliminato                  |  |  |  |  |  |  |
| Fioretto                  | 35-37     | Soudois                                     | Qualificato dalla giuria   | DNS                         | Eliminato                | Eliminato             | Eliminato                  |  |  |  |  |  |  |
| Fioretto                  | 35-37     | Wattelier                                   | Qualificato dalla giuria   | DNS                         | Eliminato                | Eliminato             | Eliminato                  |  |  |  |  |  |  |
| Fioretto                  | 38-54     | Alexandre Bergès                            | Eliminato dalla giuria     | Eliminato                   | Eliminato                | Eliminato             | Eliminato                  |  |  |  |  |  |  |
| Fioretto                  | 38-54     | Fouchier                                    | Eliminato dalla giuria     | Eliminato                   | Eliminato                | Eliminato             | Eliminato                  |  |  |  |  |  |  |
| Fioretto                  | 38-54     | Gardiès                                     | Eliminato dalla giuria     | Eliminato                   | Eliminato                | Eliminato             | Eliminato                  |  |  |  |  |  |  |
| Fioretto                  | 38-54     | Gauthier                                    | Eliminato dalla giuria     | Eliminato                   | Eliminato                | Eliminato             | Eliminato                  |  |  |  |  |  |  |
| Fioretto                  | 38-54     | Grossard                                    | Eliminato dalla giuria     | Eliminato                   | Eliminato                | Eliminato             | Eliminato                  |  |  |  |  |  |  |
| Fioretto                  | 38-54     | Paul Leroy                                  | Eliminato<br> dalla giuria | Eliminato                   | Eliminato                | Eliminato             | Eliminato                  |  |  |  |  |  |  |
| Fioretto                  | 38-54     | Passerat                                    | Eliminato dalla giuria     | Eliminato                   | Eliminato                | Eliminato             | Eliminato                  |  |  |  |  |  |  |
| Fioretto                  | 38-54     | Pélabon                                     | Eliminato dalla giuria     | Eliminato                   | Eliminato                | Eliminato             | Eliminato                  |  |  |  |  |  |  |
| Fioretto                  | 38-54     | Piot                                        | Eliminato dalla giuria     | Eliminato                   | Eliminato                | Eliminato             | Eliminato                  |  |  |  |  |  |  |
| Fioretto                  | 38-54     |                                             |                            | Eliminato                   | Eliminato                | Eliminato             | Eliminato                  |  |  |  |  |  |  |
| Spada                     | 2°        | Louis Perrée                                | 1º posto girone O          | 2º posto quarti di finale E | -                        | 2º posto semifinale B | 2º posto                   |  |  |  |  |  |  |
| Spada                     | 3°        | Léon Sée                                    | 1º posto girone M          | 2º posto quarti di finale D | -                        | 3º posto semifinale A | 3º posto                   |  |  |  |  |  |  |
| Spada                     | 4°        | Georges de la Falaise                       | 2º posto girone E          | 3º posto quarti di finale B | -                        | 1º posto semifinale B | 4°                         |  |  |  |  |  |  |
| Spada                     | 6°        | Edmond Wallace                              | 2º posto girone D          | 1º posto quarti di finale C | -                        | 2º posto semifinale C | 6º posto                   |  |  |  |  |  |  |
| Spada                     | 7°        | Gaston Alibert                              | 1º posto girone E          | 1º posto quarti di finale D | -                        | 1º posto semifinale A | 7º posto                   |  |  |  |  |  |  |
| Spada                     | 8°        | Léon Thiébaut                               | 2º posto girone G          | 2º posto quarti di finale F | -                        | 1º posto semifinale C | 8º posto                   |  |  |  |  |  |  |
| Spada                     | 9°        | Plommet                                     | 1º posto girone G          | 2º posto quarti di finale A | -                        | 2º posto semifinale A | 9º posto                   |  |  |  |  |  |  |
| Spada                     | 10-18     | Maurice Boisdon                             | 2º posto girone F          | 1º posto quarti di finale E | -                        | 4°-6° semifinale B    | Eliminato                  |  |  |  |  |  |  |
| Spada                     | 10-18     | Jean Dreyfus                                | 2º posto girone B          | 1º posto quarti di finale A | -                        | 4°-6° semifinale B    | Eliminato                  |  |  |  |  |  |  |
| Spada                     | 10-18     | Guillemard                                  | 1º posto girone L          | 3º posto quarti di finale F | -                        | 4°-6° semifinale C    | Eliminato                  |  |  |  |  |  |  |
| Spada                     | 10-18     | Holzchuch                                   | 2º posto girone L          | 1º posto quarti di finale F | -                        | 4°-6° semifinale A    | Eliminato                  |  |  |  |  |  |  |
| Spada                     | 10-18     | Élie de Lastours                            | 2º posto girone A          | 2º posto quarti di finale B | -                        | 4°-6° semifinale A    | Eliminato                  |  |  |  |  |  |  |
| Spada                     | 10-18     | Levé                                        | 1º posto girone J          | 3º posto quarti di finale A | -                        | 4°-6° semifinale C    | Eliminato                  |  |  |  |  |  |  |
| Spada                     | 10-18     | de Pradel                                   | 1º posto girone B          | 3º posto quarti di finale C | -                        | 4°-6° semifinale B    | Eliminato                  |  |  |  |  |  |  |
| Spada                     | 10-18     | J. M. Rosé                                  | 1º posto girone A          | 3º posto quarti di finale E | -                        | 4°-6° semifinale A    | Eliminato                  |  |  |  |  |  |  |
| Spada                     | 10-18     | Richard Wallace                             | 1º posto girone I          | 1º posto quarti di finale B | -                        | 4°-6° semifinale C    | Eliminato                  |  |  |  |  |  |  |
| Spada                     | 19-31     | Herman Georges Berger                       | 2º posto girone O          | 4°-6° quarti di finale D    | -                        | Eliminato             | Eliminato                  |  |  |  |  |  |  |
| Spada                     | 19-31     | Bideau                                      | 2º posto girone K          | 4°-6° quarti di finale C    | -                        | Eliminato             | Eliminato                  |  |  |  |  |  |  |
| Spada                     | 19-31     | Bowden                                      | 2º posto girone H          | 4°-6° quarti di finale B    | -                        | Eliminato             | Eliminato                  |  |  |  |  |  |  |
| Spada                     | 19-31     | Début                                       | 2º posto girone P          | 4°-6° quarti di finale E    | -                        | Eliminato             | Eliminato                  |  |  |  |  |  |  |
| Spada                     | 19-31     | Fouchier                                    | 2º posto girone C          | 4°-6° quarti di finale E    | -                        | Eliminato             | Eliminato                  |  |  |  |  |  |  |
| Spada                     | 19-31     | Adrien Guyon                                | 1º posto girone Q          | 4°-6° quarti di finale E    | -                        | Eliminato             | Eliminato                  |  |  |  |  |  |  |
| Spada                     | 19-31     | Hileret                                     | 2º posto girone Q          | 4°-6° quarti di finale A    | -                        | Eliminato             | Eliminato                  |  |  |  |  |  |  |
| Spada                     | 19-31     | Moquet                                      | 2º posto girone N          | 4°-6° quarti di finale A    | -                        | Eliminato             | Eliminato                  |  |  |  |  |  |  |
| Spada                     | 19-31     | Roffo                                       | 1º posto girone C          | 4°-6° quarti di finale A    | -                        | Eliminato             | Eliminato                  |  |  |  |  |  |  |
| Spada                     | 19-31     | Henri Hébrard de Villeneuve                 | 1º posto girone N          | 4°-6° quarti di finale C    | -                        | Eliminato             | Eliminato                  |  |  |  |  |  |  |
| Spada                     | 32-34     | Maurice Jay                                 | 2º posto girone J          | DNS                         | -                        | Eliminato             | Eliminato                  |  |  |  |  |  |  |
| Spada                     | 32-34     | André Rabel                                 | 1º posto girone H          | DNS                         | -                        | Eliminato             | Eliminato                  |  |  |  |  |  |  |
| Spada                     | 32-34     | Jean-Joseph Renaud                          | 1º posto girone F          | DNS                         | -                        | Eliminato             | Eliminato                  |  |  |  |  |  |  |
| Spada                     | 35-37     | Ducreuil                                    | 3º posto girone L          | Eliminato                   | -                        | Eliminato             | Eliminato                  |  |  |  |  |  |  |
| Spada                     | 35-37     | Lariviére                                   | 3º posto girone G          | Eliminato                   | -                        | Eliminato             | Eliminato                  |  |  |  |  |  |  |
| Spada                     | 38-104    | Gaston Achille                              | 3°-7° girone P             | Eliminato                   | -                        | Eliminato             | Eliminato                  |  |  |  |  |  |  |
| Spada                     | 38-104    | Adam                                        | 4°-6° girone G             | Eliminato                   | -                        | Eliminato             | Eliminato                  |  |  |  |  |  |  |
| Spada                     | 38-104    | Andreac                                     | 4°-6° girone L             | Eliminato                   | -                        | Eliminato             | Eliminato                  |  |  |  |  |  |  |
| Spada                     | 38-104    | Louis Bastien                               | 3°-6° girone O             | Eliminato                   | -                        | Eliminato             | Eliminato                  |  |  |  |  |  |  |
| Spada                     | 38-104    | Bazin                                       | 4°-6° girone D             | Eliminato                   | -                        | Eliminato             | Eliminato                  |  |  |  |  |  |  |
| Spada                     | 38-104    | A. Berger                                   | 3°-6° girone A             | Eliminato                   | -                        | Eliminato             | Eliminato                  |  |  |  |  |  |  |
| Spada                     | 38-104    | Claude de Boissière                         | 3°-6° girone K             | Eliminato                   | -                        | Eliminato             | Eliminato                  |  |  |  |  |  |  |
| Spada                     | 38-104    | Albert Cahen                                | 3°-6° girone K             | Eliminato                   | -                        | Eliminato             | Eliminato                  |  |  |  |  |  |  |
| Spada                     | 38-104    | Marie Joseph Anatole Elie de Caramas-Chimay | 3°-6° girone I             | Eliminato                   | -                        | Eliminato             | Eliminato                  |  |  |  |  |  |  |
| Spada                     | 38-104    | de Cazenove                                 | 3°-7° girone N             | Eliminato                   | -                        | Eliminato             | Eliminato                  |  |  |  |  |  |  |
| Spada                     | 38-104    | de Champeaux                                | 3°-6° girone F             | Eliminato                   | -                        | Eliminato             | Eliminato                  |  |  |  |  |  |  |
| Spada                     | 38-104    | Thion de la Chaume                          | 3°-7° girone N             | Eliminato                   | -                        | Eliminato             | Eliminato                  |  |  |  |  |  |  |
| Spada                     | 38-104    | de la Chevalerie                            | 3°-6° girone B             | Eliminato                   | -                        | Eliminato             | Eliminato                  |  |  |  |  |  |  |
| Spada                     | 38-104    | Costiesco                                   | 4°-6° girone L             | Eliminato                   | -                        | Eliminato             | Eliminato                  |  |  |  |  |  |  |
| Spada                     | 38-104    | Delprat                                     | 3°-6° girone Q             | Eliminato                   | -                        | Eliminato             | Eliminato                  |  |  |  |  |  |  |
| Spada                     | 38-104    | Duclos                                      | 3°-7° girone P             | Eliminato                   | -                        | Eliminato             | Eliminato                  |  |  |  |  |  |  |
| Spada                     | 38-104    | Fernandès                                   | 3°-6° girone K             | Eliminato                   | -                        | Eliminato             | Eliminato                  |  |  |  |  |  |  |
| Spada                     | 38-104    | Fichot                                      | 3°-7° girone P             | Eliminato                   | -                        | Eliminato             | Eliminato                  |  |  |  |  |  |  |
| Spada                     | 38-104    | Fleury                                      | 4°-6° girone D             | Eliminato                   | -                        | Eliminato             | Eliminato                  |  |  |  |  |  |  |
| Spada                     | 38-104    | François                                    | 3°-6° girone O             | Eliminato                   | -                        | Eliminato             | Eliminato                  |  |  |  |  |  |  |
| Spada                     | 38-104    | Gardiès                                     | 3°-6° girone B             | Eliminato                   | -                        | Eliminato             | Eliminato                  |  |  |  |  |  |  |
| Spada                     | 38-104    | Grad                                        | 3°-6° girone E             | Eliminato                   | -                        | Eliminato             | Eliminato                  |  |  |  |  |  |  |
| Spada                     | 38-104    | Hérrison                                    | 3°-6° girone B             | Eliminato                   | -                        | Eliminato             | Eliminato                  |  |  |  |  |  |  |
| Spada                     | 38-104    | Pierre d'Hughes                             | 3°-6° girone C             | Eliminato                   | -                        | Eliminato             | Eliminato                  |  |  |  |  |  |  |
| Spada                     | 38-104    | Ivanovich                                   | 3°-6° girone B             | Eliminato                   | -                        | Eliminato             | Eliminato                  |  |  |  |  |  |  |
| Spada                     | 38-104    | de Labourde                                 | 3°-6° girone J             | Eliminato                   | -                        | Eliminato             | Eliminato                  |  |  |  |  |  |  |
| Spada                     | 38-104    | Lafontaine                                  | 3°-6° girone Q             | Eliminato                   | -                        | Eliminato             | Eliminato                  |  |  |  |  |  |  |
| Spada                     | 38-104    | de Lastic                                   | 3°-6° girone H             | Eliminato                   | -                        | Eliminato             | Eliminato                  |  |  |  |  |  |  |
| Spada                     | 38-104    | de Laugardière                              | 3°-6° girone I             | Eliminato                   | -                        | Eliminato             | Eliminato                  |  |  |  |  |  |  |
| Spada                     | 38-104    | Lemoine                                     | 3°-6° girone J             | Eliminato                   | -                        | Eliminato             | Eliminato                  |  |  |  |  |  |  |
| Spada                     | 38-104    | Georges Le Roy                              | 3°-6° girone H             | Eliminato                   | -                        | Eliminato             | Eliminato                  |  |  |  |  |  |  |
| Spada                     | 38-104    | Loizillon                                   | 3°-6° girone F             | Eliminato                   | -                        | Eliminato             | Eliminato                  |  |  |  |  |  |  |
| Spada                     | 38-104    | Luquetas                                    | 3°-6° girone A             | Eliminato                   | -                        | Eliminato             | Eliminato                  |  |  |  |  |  |  |
| Spada                     | 38-104    | Robert Marc                                 | 4°-6° girone G             | Eliminato                   | -                        | Eliminato             | Eliminato                  |  |  |  |  |  |  |
| Spada                     | 38-104    | Massé                                       | 3°-6° girone E             | Eliminato                   | -                        | Eliminato             | Eliminato                  |  |  |  |  |  |  |
| Spada                     | 38-104    | de Meuse                                    | 3°-6° girone M             | Eliminato                   | -                        | Eliminato             | Eliminato                  |  |  |  |  |  |  |
| Spada                     | 38-104    | Miller                                      | 3°-6° girone H             | Eliminato                   | -                        | Eliminato             | Eliminato                  |  |  |  |  |  |  |
| Spada                     | 38-104    | Moreil                                      | 3°-6° girone C             | Eliminato                   | -                        | Eliminato             | Eliminato                  |  |  |  |  |  |  |
| Spada                     | 38-104    | Morin                                       | 3°-6° girone E             | Eliminato                   | -                        | Eliminato             | Eliminato                  |  |  |  |  |  |  |
| Spada                     | 38-104    | Mosso                                       | 3°-6° girone A             | Eliminato                   | -                        | Eliminato             | Eliminato                  |  |  |  |  |  |  |
| Spada                     | 38-104    | Ivan, Visconte d'Oyley                      | 3°-6° girone H             | Eliminato                   | -                        | Eliminato             | Eliminato                  |  |  |  |  |  |  |
| Spada                     | 38-104    | Peberay                                     | 3°-6° girone O             | Eliminato                   | -                        | Eliminato             | Eliminato                  |  |  |  |  |  |  |
| Spada                     | 38-104    | de Pradines                                 | 3°-7° girone N             | Eliminato                   | -                        | Eliminato             | Eliminato                  |  |  |  |  |  |  |
| Spada                     | 38-104    | Preurot                                     | 3°-6° girone O             | Eliminato                   | -                        | Eliminato             | Eliminato                  |  |  |  |  |  |  |
| Spada                     | 38-104    | Prosper                                     | 3°-7° girone N             | Eliminato                   | -                        | Eliminato             | Eliminato                  |  |  |  |  |  |  |
| Spada                     | 38-104    | Redeuil                                     | 3°-6° girone I             | Eliminato                   | -                        | Eliminato             | Eliminato                  |  |  |  |  |  |  |
| Spada                     | 38-104    | A. Robert                                   | 4°-6° girone L             | Eliminato                   | -                        | Eliminato             | Eliminato                  |  |  |  |  |  |  |
| Spada                     | 38-104    | Robinson                                    | 3°-6° girone J             | Eliminato                   | -                        | Eliminato             | Eliminato                  |  |  |  |  |  |  |
| Spada                     | 38-104    | Jacques Rodrigues                           | 3°-6° girone C             | Eliminato                   | -                        | Eliminato             | Eliminato                  |  |  |  |  |  |  |
| Spada                     | 38-104    | Rodrigues                                   | 3°-6° girone M             | Eliminato                   | -                        | Eliminato             | Eliminato                  |  |  |  |  |  |  |
| Spada                     | 38-104    | de Romilly                                  | 3°-6° girone J             | Eliminato                   | -                        | Eliminato             | Eliminato                  |  |  |  |  |  |  |
| Spada                     | 38-104    | Rosenbaum                                   | 3°-7° girone N             | Eliminato                   | -                        | Eliminato             | Eliminato                  |  |  |  |  |  |  |
| Spada                     | 38-104    | Salvanahac                                  | 3°-6° girone F             | Eliminato                   | -                        | Eliminato             | Eliminato                  |  |  |  |  |  |  |
| Spada                     | 38-104    | de Segonzac                                 | 3°-6° girone F             | Eliminato                   | -                        | Eliminato             | Eliminato                  |  |  |  |  |  |  |
| Spada                     | 38-104    | Prospère Sénat                              | 3°-6° girone I             | Eliminato                   | -                        | Eliminato             | Eliminato                  |  |  |  |  |  |  |
| Spada                     | 38-104    | Taillefert                                  | 4°-6° girone G             | Eliminato                   | -                        | Eliminato             | Eliminato                  |  |  |  |  |  |  |
| Spada                     | 38-104    | Thomeguex                                   | 4°-6° girone D             | Eliminato                   | -                        | Eliminato             | Eliminato                  |  |  |  |  |  |  |
| Spada                     | 38-104    | Thomeguex                                   | 3°-6° girone Q             | Eliminato                   | -                        | Eliminato             | Eliminato                  |  |  |  |  |  |  |
| Spada                     | 38-104    | A. Tintant                                  | 3°-6° girone A             | Eliminato                   | -                        | Eliminato             | Eliminato                  |  |  |  |  |  |  |
| Spada                     | 38-104    | de la Tournable                             | 3°-6° girone K             | Eliminato                   | -                        | Eliminato             | Eliminato                  |  |  |  |  |  |  |
| Spada                     | 38-104    | de Vars                                     | 3°-6° girone Q             | Eliminato                   | -                        | Eliminato             | Eliminato                  |  |  |  |  |  |  |
| Spada                     | 38-104    | Véve                                        | 3°-6° girone C             | Eliminato                   | -                        | Eliminato             | Eliminato                  |  |  |  |  |  |  |
| Spada                     | 38-104    | Weber                                       | 3°-7° girone P             | Eliminato                   | -                        | Eliminato             | Eliminato                  |  |  |  |  |  |  |
|                           |           |                                             |                            |                             |                          |                       |                            |  |  |  |  |  |  |
| Sciabola                  | 1°        | Georges de la Falaise                       | 1°-4° nel girone           | -                           | -                        | 4° semifinale A       | 1º posto                   |  |  |  |  |  |  |
| Sciabola                  | 2°        | Léon Thiébaut                               | 1°-4° nel girone           | -                           | -                        | 4° semifinale B       | 2º posto                   |  |  |  |  |  |  |
| Sciabola                  | 6°        | Claude de Boissière                         | 1°-4° nel girone           | -                           | -                        | 3º posto semifinale B | 6º posto                   |  |  |  |  |  |  |
| Sciabola                  | 9-16      | Maurice Boisdon                             | 1°-4° nel girone           | -                           | -                        | 5°-8° semifinale A    | Eliminato                  |  |  |  |  |  |  |
| Sciabola                  | 9-16      | Pierre d'Hughes                             | 1°-4° nel girone           | -                           | -                        | 5°-8° semifinale A    | Eliminato                  |  |  |  |  |  |  |
| Sciabola                  | 17-18     | Dutertre                                    | 1°-4° nel girone           | -                           | -                        | Rifiutato             | Eliminato                  |  |  |  |  |  |  |
| Sciabola                  | 17-18     | Léon Lécuyer                                | 1°-4° nel girone           | -                           | -                        | Rifiutato             | Eliminato                  |  |  |  |  |  |  |
| Sciabola                  | 19-23     | Émile Lafourcade-Cortina                    | 5°-6° nel girone           | -                           | -                        | Eliminato             | Eliminato                  |  |  |  |  |  |  |
| Sciabola                  | 19-23     | Casimir Semelaignes                         | 5°-6° nel girone           | -                           | -                        | Eliminato             | Eliminato                  |  |  |  |  |  |  |
| Sciabola                  | 19-23     | Fernand Semelaignes                         | 5°-6° nel girone           | -                           | -                        | Eliminato             | Eliminato                  |  |  |  |  |  |  |
|                           |           |                                             |                            |                             |                          |                       |                            |  |  |  |  |  |  |
| Maestri fioretto          | 1°        | Lucien Mérignac                             | Qualificato dalla giuria   | Qualificato dalla giuria    | Diritto alle semifinali  | 1º posto semifinale A | 1º posto                   |  |  |  |  |  |  |
| Maestri fioretto          | 2°        | Alphonse Kirchhoffer                        | Qualificato dalla giuria   | Qualificato dalla giuria    | Diritto alle semifinali  | 2º posto semifinale A | 2º posto                   |  |  |  |  |  |  |
| Maestri fioretto          | 3°        | Jean-Baptiste Mimiague                      | Qualificato dalla giuria   | Qualificato dalla giuria    | Diritto alle semifinali  | 2º posto semifinale B | 3º posto                   |  |  |  |  |  |  |
| Maestri fioretto          | 5°        | Jules Rossignol                             | Qualificato dalla giuria   | Qualificato dalla giuria    | Diritto alle semifinali  | 3° place semifinale B | 5º posto                   |  |  |  |  |  |  |
| Maestri fioretto          | 6°        | Léopold Ramus                               | Qualificato dalla giuria   | Qualificato dalla giuria    | Diritto alle semifinali  | 4° semifinale A       | 6º posto                   |  |  |  |  |  |  |
| Maestri fioretto          | 8°        | Adolphe Rouleau                             | Qualificato dalla giuria   | Qualificato dalla giuria    | Diritto alle semifinali  | 1º posto semifinale B | 8º posto                   |  |  |  |  |  |  |
| Maestri fioretto          | 9°        | Louis Haller                                | Qualificato dalla giuria   | Ai ripescaggi dalla giuria  | Qualificato dalla giuria | 5º posto semifinale A | 1º posto consolazione 9-16 |  |  |  |  |  |  |
| Maestri fioretto          | 11°       | Lemoine                                     | Qualificato dalla giuria   | Ai ripescaggi dalla giuria  | Qualificato dalla giuria | 5º posto semifinale A | 3º posto consolazione 9-16 |  |  |  |  |  |  |
| Maestri fioretto          | 12°       | Georges Lefèvre                             | Qualificato dalla giuria   | Ai ripescaggi dalla giuria  | Qualificato dalla giuria | 6º posto semifinale B | 4° consolazione 9-16       |  |  |  |  |  |  |
| Maestri fioretto          | 13°       | Boulanger                                   | Qualificato dalla giuria   | Ai ripescaggi dalla giuria  | Qualificato dalla giuria | 6º posto semifinale B | 5º posto consolazione 9-16 |  |  |  |  |  |  |
| Maestri fioretto          | 14°       | Millet                                      | Qualificato dalla giuria   | Ai ripescaggi dalla giuria  | Qualificato dalla giuria | 7º posto semifinale A | 6º posto consolazione 9-16 |  |  |  |  |  |  |
| Maestri fioretto          | 16°       | Michel Filippi                              | Qualificato dalla giuria   | Ai ripescaggi dalla giuria  | Qualificato dalla giuria | 6º posto semifinale B | 8º posto consolazione 9-16 |  |  |  |  |  |  |
| Maestri fioretto          | 17-43     | Xavier Anchetti                             | Qualificato dalla giuria   | Ai ripescaggi dalla giuria  | Eliminato dalla giuria   | Eliminato             | Eliminato                  |  |  |  |  |  |  |
| Maestri fioretto          | 17-43     | Bergès                                      | Qualificato dalla giuria   | Ai ripescaggi dalla giuria  | Eliminato dalla giuria   | Eliminato             | Eliminato                  |  |  |  |  |  |  |
| Maestri fioretto          | 17-43     | Bettenfeld                                  | Qualificato dalla giuria   | Ai ripescaggi dalla giuria  | Eliminato dalla giuria   | Eliminato             | Eliminato                  |  |  |  |  |  |  |
| Maestri fioretto          | 17-43     | Bormel                                      | Qualificato dalla giuria   | Ai ripescaggi dalla giuria  | Eliminato dalla giuria   | Eliminato             | Eliminato                  |  |  |  |  |  |  |
| Maestri fioretto          | 17-43     | Borringes                                   | Qualificato dalla giuria   | Ai ripescaggi dalla giuria  | Eliminato dalla giuria   | Eliminato             | Eliminato                  |  |  |  |  |  |  |
| Maestri fioretto          | 17-43     | Boulège                                     | Qualificato dalla giuria   | Ai ripescaggi dalla giuria  | Eliminato dalla giuria   | Eliminato             | Eliminato                  |  |  |  |  |  |  |
| Maestri fioretto          | 17-43     | Brassart                                    | Qualificato dalla giuria   | Ai ripescaggi dalla giuria  | Eliminato dalla giuria   | Eliminato             | Eliminato                  |  |  |  |  |  |  |
| Maestri fioretto          | 17-43     | Brau                                        | Qualificato dalla giuria   | Ai ripescaggi dalla giuria  | Eliminato dalla giuria   | Eliminato             | Eliminato                  |  |  |  |  |  |  |
| Maestri fioretto          | 17-43     | Carrichon                                   | Qualificato dalla giuria   | Ai ripescaggi dalla giuria  | Eliminato dalla giuria   | Eliminato             | Eliminato                  |  |  |  |  |  |  |
| Maestri fioretto          | 17-43     | François Delibes                            | Qualificato dalla giuria   | Ai ripescaggi dalla giuria  | Eliminato dalla giuria   | Eliminato             | Eliminato                  |  |  |  |  |  |  |
| Maestri fioretto          | 17-43     | Dizier                                      | Qualificato dalla giuria   | Ai ripescaggi dalla giuria  | Eliminato dalla giuria   | Eliminato             | Eliminato                  |  |  |  |  |  |  |
| Maestri fioretto          | 17-43     | Fontaine                                    | Qualificato dalla giuria   | Ai ripescaggi dalla giuria  | Eliminato dalla giuria   | Eliminato             | Eliminato                  |  |  |  |  |  |  |
| Maestri fioretto          | 17-43     | Gauthier                                    | Qualificato dalla giuria   | Ai ripescaggi dalla giuria  | Eliminato dalla giuria   | Eliminato             | Eliminato                  |  |  |  |  |  |  |
| Maestri fioretto          | 17-43     | Laborderie                                  | Qualificato dalla giuria   | Ai ripescaggi dalla giuria  | Eliminato dalla giuria   | Eliminato             | Eliminato                  |  |  |  |  |  |  |
| Maestri fioretto          | 17-43     | Lucien Largé                                | Qualificato dalla giuria   | Ai ripescaggi dalla giuria  | Eliminato dalla giuria   | Eliminato             | Eliminato                  |  |  |  |  |  |  |
| Maestri fioretto          | 17-43     | Charles Marty                               | Qualificato dalla giuria   | Ai ripescaggi dalla giuria  | Eliminato dalla giuria   | Eliminato             | Eliminato                  |  |  |  |  |  |  |
| Maestri fioretto          | 17-43     | Joseph-Auguste Métais                       | Qualificato dalla giuria   | Ai ripescaggi dalla giuria  | Eliminato dalla giuria   | Eliminato             | Eliminato                  |  |  |  |  |  |  |
| Maestri fioretto          | 17-43     | Montuel                                     | Qualificato dalla giuria   | Ai ripescaggi dalla giuria  | Eliminato dalla giuria   | Eliminato             | Eliminato                  |  |  |  |  |  |  |
| Maestri fioretto          | 17-43     | Muller                                      | Qualificato dalla giuria   | Ai ripescaggi dalla giuria  | Eliminato dalla giuria   | Eliminato             | Eliminato                  |  |  |  |  |  |  |
| Maestri fioretto          | 17-43     | Pantin                                      | Qualificato dalla giuria   | Ai ripescaggi dalla giuria  | Eliminato dalla giuria   | Eliminato             | Eliminato                  |  |  |  |  |  |  |
| Maestri fioretto          | 17-43     | Raynaud                                     | Qualificato dalla giuria   | Ai ripescaggi dalla giuria  | Eliminato dalla giuria   | Eliminato             | Eliminato                  |  |  |  |  |  |  |
| Maestri fioretto          | 17-43     | Ringnet                                     | Qualificato dalla giuria   | Ai ripescaggi dalla giuria  | Eliminato dalla giuria   | Eliminato             | Eliminato                  |  |  |  |  |  |  |
| Maestri fioretto          | 17-43     | Francis Sabourin                            | Qualificato dalla giuria   | Ai ripescaggi dalla giuria  | Eliminato dalla giuria   | Eliminato             | Eliminato                  |  |  |  |  |  |  |
| Maestri fioretto          | 17-43     | Samiac                                      | Qualificato dalla giuria   | Ai ripescaggi dalla giuria  | Eliminato dalla giuria   | Eliminato             | Eliminato                  |  |  |  |  |  |  |
| Maestri fioretto          | 17-43     | Ernest Tassart                              | Qualificato dalla giuria   | Ai ripescaggi dalla giuria  | Eliminato dalla giuria   | Eliminato             | Eliminato                  |  |  |  |  |  |  |
| Maestri fioretto          | 17-43     | Viquier                                     | Qualificato dalla giuria   | Ai ripescaggi dalla giuria  | Eliminato dalla giuria   | Eliminato             | Eliminato                  |  |  |  |  |  |  |
| Maestri fioretto          | 17-43     | Yvon                                        | Qualificato dalla giuria   | Ai ripescaggi dalla giuria  | Eliminato dalla giuria   | Eliminato             | Eliminato                  |  |  |  |  |  |  |
| Maestri fioretto          | 44-60     | Bersin                                      | Eliminato dalla giuria     | Eliminato                   | Eliminato                | Eliminato             | Eliminato                  |  |  |  |  |  |  |
| Maestri fioretto          | 44-60     | Bouard                                      | Eliminato dalla giuria     | Eliminato                   | Eliminato                | Eliminato             | Eliminato                  |  |  |  |  |  |  |
| Maestri fioretto          | 44-60     | Brun-Biusson                                | Eliminato dalla giuria     | Eliminato                   | Eliminato                | Eliminato             | Eliminato                  |  |  |  |  |  |  |
| Maestri fioretto          | 44-60     | Coquelin                                    | Eliminato dalla giuria     | Eliminato                   | Eliminato                | Eliminato             | Eliminato                  |  |  |  |  |  |  |
| Maestri fioretto          | 44-60     | Coudurier                                   | Eliminato dalla giuria     | Eliminato                   | Eliminato                | Eliminato             | Eliminato                  |  |  |  |  |  |  |
| Maestri fioretto          | 44-60     | Daussy                                      | Eliminato dalla giuria     | Eliminato                   | Eliminato                | Eliminato             | Eliminato                  |  |  |  |  |  |  |
| Maestri fioretto          | 44-60     | Dizier                                      | Eliminato dalla giuria     | Eliminato                   | Eliminato                | Eliminato             | Eliminato                  |  |  |  |  |  |  |
| Maestri fioretto          | 44-60     | L. Garnoty                                  | Eliminato dalla giuria     | Eliminato                   | Eliminato                | Eliminato             | Eliminato                  |  |  |  |  |  |  |
| Maestri fioretto          | 44-60     | Jolliet                                     | Eliminato dalla giuria     | Eliminato                   | Eliminato                | Eliminato             | Eliminato                  |  |  |  |  |  |  |
| Maestri fioretto          | 44-60     | Masselin                                    | Eliminato dalla giuria     | Eliminato                   | Eliminato                | Eliminato             | Eliminato                  |  |  |  |  |  |  |
| Maestri fioretto          | 44-60     | Pietory                                     | Eliminato dalla giuria     | Eliminato                   | Eliminato                | Eliminato             | Eliminato                  |  |  |  |  |  |  |
| Maestri fioretto          | 44-60     | Wineuwanheim                                | Eliminato dalla giuria     | Eliminato                   | Eliminato                | Eliminato             | Eliminato                  |  |  |  |  |  |  |
|                           |           |                                             |                            |                             |                          |                       |                            |  |  |  |  |  |  |
| Maestri di spada          | 1°        | Albert Ayat                                 | 1º posto girone G          | -                           | -                        | 1º posto semifinale C | 1º posto                   |  |  |  |  |  |  |
| Maestri di spada          | 2°        | Gilbert Bougnol                             | 1º posto girone E          | -                           | -                        | 1º posto semifinale B | 2º posto                   |  |  |  |  |  |  |
| Maestri di spada          | 3°        | Henri Laurent                               | 2º posto girone G          | -                           | -                        | 2º posto semifinale C | 3º posto                   |  |  |  |  |  |  |
| Maestri di spada          | 4°        | Hippolyte-Jacques Hyvernaud                 | 2º posto girone E          | -                           | -                        | 3º posto semifinale B | 4°                         |  |  |  |  |  |  |
| Maestri di spada          | 5°        | Marie-Louis Damotte                         | 1º posto girone H          | -                           | -                        | 3º posto semifinale A | 5º posto                   |  |  |  |  |  |  |
| Maestri di spada          | 6°        | Brassart                                    | 1º posto girone D          | -                           | -                        | 2º posto semifinale B | 6º posto                   |  |  |  |  |  |  |
| Maestri di spada          | 7°        | Lézard                                      | 2º posto girone A          | -                           | -                        | 2º posto semifinale A | 7º posto                   |  |  |  |  |  |  |
| Maestri di spada          | 8°        | Georges Jourdan                             | 1º posto girone C          | -                           | -                        | 1º posto semifinale A | 8º posto                   |  |  |  |  |  |  |
| Maestri di spada          | 9°        | Bézy                                        | 1º posto girone I          | -                           | -                        | 3º posto semifinale C | 9º posto                   |  |  |  |  |  |  |
| Maestri di spada          | 10-18     | Aufort                                      | 1º posto girone A          | -                           | -                        | 4°-6° semifinale A    | Eliminato                  |  |  |  |  |  |  |
| Maestri di spada          | 10-18     | Félix Ayat                                  | 2º posto girone F          | -                           | -                        | 4°-6° semifinale B    | Eliminato                  |  |  |  |  |  |  |
| Maestri di spada          | 10-18     | Charles Clappier                            | 2º posto girone I          | -                           | -                        | 4°-6° semifinale C    | Eliminato                  |  |  |  |  |  |  |
| Maestri di spada          | 10-18     | Louis Haller                                | 2º posto girone B          | -                           | -                        | 4°-6° semifinale B    | Eliminato                  |  |  |  |  |  |  |
| Maestri di spada          | 10-18     | Jeanvoix                                    | 2º posto girone C          | -                           | -                        | 4°-6° semifinale A    | Eliminato                  |  |  |  |  |  |  |
| Maestri di spada          | 10-18     | Lézard                                      | 2º posto girone D          | -                           | -                        | 4°-6° semifinale C    | Eliminato                  |  |  |  |  |  |  |
| Maestri di spada          | 10-18     | Michel                                      | 1º posto girone F          | -                           | -                        | 4°-6° semifinale B    | Eliminato                  |  |  |  |  |  |  |
| Maestri di spada          | 10-18     | Pantin                                      | 1º posto girone B          | -                           | -                        | 4°-6° semifinale A    | Eliminato                  |  |  |  |  |  |  |
| Maestri di spada          | 10-18     | Yvon                                        | 2º posto girone H          | -                           | -                        | 4°-6° semifinale C    | Eliminato                  |  |  |  |  |  |  |
| Maestri di spada          | 19-54     | Xavier Anchetti                             | 3°-6° nel gironeF          | -                           | -                        | Eliminato             | Eliminato                  |  |  |  |  |  |  |
| Maestri di spada          | 19-54     | Émile Andrieux                              | 3°-6° girone F             | -                           | -                        | Eliminato             | Eliminato                  |  |  |  |  |  |  |
| Maestri di spada          | 19-54     | Assé                                        | 3°-6° girone B             | -                           | -                        | Eliminato             | Eliminato                  |  |  |  |  |  |  |
| Maestri di spada          | 19-54     | Bormel                                      | 3°-6° girone C             | -                           | -                        | Eliminato             | Eliminato                  |  |  |  |  |  |  |
| Maestri di spada          | 19-54     | Céré                                        | 3°-6° girone D             | -                           | -                        | Eliminato             | Eliminato                  |  |  |  |  |  |  |
| Maestri di spada          | 19-54     | Cléry                                       | 3°-6° girone E             | -                           | -                        | Eliminato             | Eliminato                  |  |  |  |  |  |  |
| Maestri di spada          | 19-54     | Debrinay                                    | 3°-6° girone A             | -                           | -                        | Eliminato             | Eliminato                  |  |  |  |  |  |  |
| Maestri di spada          | 19-54     | Deprey                                      | 3°-6° girone A             | -                           | -                        | Eliminato             | Eliminato                  |  |  |  |  |  |  |
| Maestri di spada          | 19-54     | Dufraissé                                   | 3°-6° girone D             | -                           | -                        | Eliminato             | Eliminato                  |  |  |  |  |  |  |
| Maestri di spada          | 19-54     | Dulau                                       | 3°-6° girone E             | -                           | -                        | Eliminato             | Eliminato                  |  |  |  |  |  |  |
| Maestri di spada          | 19-54     | Flahaut                                     | 3°-6° girone B             | -                           | -                        | Eliminato             | Eliminato                  |  |  |  |  |  |  |
| Maestri di spada          | 19-54     | L. Garnoty                                  | 3°-6° girone D             | -                           | -                        | Eliminato             | Eliminato                  |  |  |  |  |  |  |
| Maestri di spada          | 19-54     | Lafouerière                                 | 3°-6° girone E             | -                           | -                        | Eliminato             | Eliminato                  |  |  |  |  |  |  |
| Maestri di spada          | 19-54     | Launay                                      | 3°-6° girone F             | -                           | -                        | Eliminato             | Eliminato                  |  |  |  |  |  |  |
| Maestri di spada          | 19-54     | Charles Marty                               | 3°-6° girone D             | -                           | -                        | Eliminato             | Eliminato                  |  |  |  |  |  |  |
| Maestri di spada          | 19-54     | Joseph-Auguste Métais                       | 3°-6° girone B             | -                           | -                        | Eliminato             | Eliminato                  |  |  |  |  |  |  |
| Maestri di spada          | 19-54     | Nau                                         | 3°-6° girone A             | -                           | -                        | Eliminato             | Eliminato                  |  |  |  |  |  |  |
| Maestri di spada          | 19-54     | Nègrout                                     | 3°-6° girone E             | -                           | -                        | Eliminato             | Eliminato                  |  |  |  |  |  |  |
| Maestri di spada          | 19-54     | Roquais                                     | 3°-6° girone C             | -                           | -                        | Eliminato             | Eliminato                  |  |  |  |  |  |  |
| Maestri di spada          | 19-54     | Sahourin                                    | 3°-6° girone B             | -                           | -                        | Eliminato             | Eliminato                  |  |  |  |  |  |  |
| Maestri di spada          | 19-54     | Surzet                                      | 3°-6° girone C             | -                           | -                        | Eliminato             | Eliminato                  |  |  |  |  |  |  |
| Maestri di spada          | 19-54     | 8 atleti sconosciuti                        | 3°-6° gironi G, H, I       | -                           | -                        | Eliminato             | Eliminato                  |  |  |  |  |  |  |
|                           |           |                                             |                            |                             |                          |                       |                            |  |  |  |  |  |  |
| Maestri di sciabola       | 4°        | François Delibes                            | 1°-4° nel girone           | -                           | -                        | 3º posto semifinale A | 4°                         |  |  |  |  |  |  |
| Maestri di sciabola       | 6°        | Xavier Anchetti                             | 1°-4° nel girone           | -                           | -                        | 4° in semifinale B    | 6º posto 2-5               |  |  |  |  |  |  |
| Maestri di sciabola       | 9°        | Chantelat                                   | 1°-4° nel girone           | -                           | -                        | 5º posto semifinale B | Eliminato                  |  |  |  |  |  |  |
| Maestri di sciabola       | 11°       | Brun-Biusson                                | 1°-4° nel girone           | -                           | -                        | 6º posto semifinale A | Eliminato                  |  |  |  |  |  |  |
| Maestri di sciabola       | 11°       | Pinault                                     | 1°-4° nel girone           | -                           | -                        | 6º posto semifinale B | Eliminato                  |  |  |  |  |  |  |
| Maestri di sciabola       | 13°       | Camier                                      | 1°-4° nel girone           | -                           | -                        | 7º posto semifinale B | Eliminato                  |  |  |  |  |  |  |
| Maestri di sciabola       | 13°       | Charles Clappier                            | 1°-4° nel girone           | -                           | -                        | 7º posto semifinale A | Eliminato                  |  |  |  |  |  |  |
| Maestri di sciabola       | 15°       | Louis Midelair                              | 1°-4° nel girone           | -                           | -                        | 8º posto semifinale B | Eliminato                  |  |  |  |  |  |  |
| Maestri di sciabola       | 17-29     | Aufort                                      | 5°-8° nel girone           | -                           | -                        | Eliminato             | Eliminato                  |  |  |  |  |  |  |
| Maestri di sciabola       | 17-29     | Bersin                                      | 5°-8° nel girone           | -                           | -                        | Eliminato             | Eliminato                  |  |  |  |  |  |  |
| Maestri di sciabola       | 17-29     | Coquelin                                    | 5°-8° nel girone           | -                           | -                        | Eliminato             | Eliminato                  |  |  |  |  |  |  |
| Maestri di sciabola       | 17-29     | Dambremat                                   | 5°-8° nel girone           | -                           | -                        | Eliminato             | Eliminato                  |  |  |  |  |  |  |
| Maestri di sciabola       | 17-29     | Dargein                                     | 5°-8° nel girone           | -                           | -                        | Eliminato             | Eliminato                  |  |  |  |  |  |  |
| Maestri di sciabola       | 17-29     | Delamaide                                   | 5°-8° nel girone           | -                           | -                        | Eliminato             | Eliminato                  |  |  |  |  |  |  |
| Maestri di sciabola       | 17-29     | Flahaut                                     | 5°-8° nel girone           | -                           | -                        | Eliminato             | Eliminato                  |  |  |  |  |  |  |
| Maestri di sciabola       | 17-29     | Gabriel                                     | 5°-8° nel girone           | -                           | -                        | Eliminato             | Eliminato                  |  |  |  |  |  |  |
| Maestri di sciabola       | 17-29     | Schoenfeld                                  | 5°-8° nel girone           | -                           | -                        | Eliminato             | Eliminato                  |  |  |  |  |  |  |
|                           |           |                                             |                            |                             |                          |                       |                            |  |  |  |  |  |  |
| Dilettanti- maestri spada | 1°        | Albert Ayat                                 | -                          | -                           | -                        | -                     | 1º posto                   |  |  |  |  |  |  |
| Dilettanti- maestri spada | 3°        | Léon Sée                                    | -                          | -                           | -                        | -                     | 3º posto                   |  |  |  |  |  |  |
| Dilettanti- maestri spada | 4°        | Georges de la Falaise                       | -                          | -                           | -                        | -                     | 4°                         |  |  |  |  |  |  |
| Dilettanti- maestri spada | 5°        | Gilbert Bougnol                             | -                          | -                           | -                        | -                     | 5º posto                   |  |  |  |  |  |  |
| Dilettanti- maestri spada | 5°        | Hippolyte-Jacques Hyvernaud                 | -                          | -                           | -                        | -                     | 5º posto                   |  |  |  |  |  |  |
| Dilettanti- maestri spada | 5°        | Henri Laurent                               | -                          | -                           | -                        | -                     | 5º posto                   |  |  |  |  |  |  |
| Dilettanti- maestri spada | 5°        | Louis Perrée                                | -                          | -                           | -                        | -                     | 5º posto                   |  |  |  |  |  |  |
|                           |           |                                             |                            |                             |                          |                       |                            |  |  |  |  |  |  |

### Tennis
| Gara                | Posizione | Giocatore                                     | Ottavi     | Quarti di finale | Semifinali | Finale          |
| ------------------- | --------- | --------------------------------------------- | ---------- | ---------------- | ---------- | --------------- |
|                     |           |                                               |            |                  |            |                 |
| Singolare maschile  | 5°        | Paul Lecaron                                  | W 6-0, 6-1 | L 6-2, 6-1       | Eliminato  | Eliminato       |
| Singolare maschile  | 8°        | Étienne Durand                                | L 6-1, 6-3 | Eliminato        | Eliminato  | Eliminato       |
| Singolare maschile  | 8°        | Paul Lebréton                                 | L 6-2, 6-3 | Eliminato        | Eliminato  | Eliminato       |
| Singolare maschile  | 8°        | Albert Lippmann                               | L 6-0, 6-1 | Eliminato        | Eliminato  | Eliminato       |
| Singolare maschile  | 8°        | André Prévost                                 | L 6-4, 6-4 | Eliminato        | Eliminato  | Eliminato       |
|                     |           |                                               |            |                  |            |                 |
| Singolare femminile | 2°        | Yvonne Prévost                                | None held  | W 6-0, 6-1       | W 6-1, 6-1 | L 6-1, 6-4      |
| Singolare femminile | 5°        | Fourrier                                      | None held  | L 6-2, 6-0       | Eliminata  | Eliminata       |
|                     |           |                                               |            |                  |            |                 |
| Doppio Maschile     | 2°        | Max Décugis Basil Spalding de Garmendia (USA) | -          | W 6-3, 7-5       | W 6-2, 6-4 | L 6-1, 6-1, 6-0 |
| Doppio Maschile     | 3°        | Georges de la Chapelle André Prévost          | -          | W 6-3, 7-9, 6-2  | L 6-2, 6-4 | Eliminato       |
| Doppio Maschile     | 5°        | Étienne Durand Adrien Fauchier-Magnan         | -          | L 6-8, 6-1, 6-3  | Eliminato  | Eliminato       |
| Doppio Maschile     | 5°        | Élie de Lastours Guy Lejeune                  | -          | L 6-3, 7-9, 6-2  | Eliminato  | Eliminato       |
| Doppio Maschile     | 5°        | P. Lebréton Paul Lecaron                      | -          | L 6-2, 6-3       | Eliminato  | Eliminato       |
|                     |           |                                               |            |                  |            |                 |
| Doppio misto        | 2°        | Yvonne Prévost Harold Mahony (GBR)            | -          | Bye              | W 6-3, 6-0 | L 6-2, 6-4      |
| Doppio misto        | 5°        | Pierre Verdé-Delisle Katie Gillou             | -          | L 6-3, 3-6, 6-2  | Eliminato  | Eliminato       |
|                     |           |                                               |            |                  |            |                 |

### Tiro alla fune
| Gara           | Posizione | Atleti                                                                                              | Gara 1                         |
| -------------- | --------- | --------------------------------------------------------------------------------------------------- | ------------------------------ |
|                |           | |                                |
| Tiro alla fune | 2°        | Roger Basset Jean Collas Charles Gondouin Joseph Roffo Émile Sarrade Francisco Henríquez de Zubiría | Perde vs. Danimarca-Svezia 2-0 |
|                |           | |                                |

### Tiro
| Gara                            | Posizione | Tiratore                                                                    | Punteggio   |
| ------------------------------- | --------- | --------------------------------------------------------------------------- | ----------- |
|                                 |           |                                                                             |             |
| Pistola automatica 25m maschile | 1°        | Maurice Larrouy                                                             | 58          |
| Pistola automatica 25m maschile | 2°        | Léon Moreaux                                                                | 57          |
| Pistola automatica 25m maschile | 3°        | Eugène Balme                                                                | 57          |
| Pistola automatica 25m maschile | 4°        | Paul Moreau                                                                 | 57          |
| Pistola automatica 25m maschile | 6°        | Joseph Labbé                                                                | 57          |
|                                 |           |                                                                             |             |
| Pistola militare individuale    | 2°        | Achille Paroche                                                             | 466         |
| Pistola militare individuale    | 5°        | Louis Duffoy                                                                | 442         |
| Pistola militare individuale    | 7°        | Léon Moreaux                                                                | 435         |
| Pistola militare individuale    | 10°       | Jules Trinité                                                               | 431         |
| Pistola militare individuale    | 11°       | Maurice Lecoq                                                               | 429         |
|                                 |           |                                                                             |             |
| Pistola militare a squadre      | 2°        | Louis Duffoy, Maurice Lecoq, Léon Moreaux, Achille Paroche, Trinité         | 2203        |
|                                 |           |                                                                             |             |
| Carabina militare in piedi      | 10°       | Auguste Cavadini                                                            | 278         |
| Carabina militare in piedi      | 17°       | Léon Moreaux                                                                | 269         |
| Carabina militare in piedi      | 19°       | Maurice Lecoq                                                               | 268         |
| Carabina militare in piedi      | 19°       | Achille Paroche                                                             | 265         |
| Carabina militare in piedi      | 24°       | René Thomas                                                                 | 254         |
|                                 |           |                                                                             |             |
| Carabina militare in ginocchio  | 16°       | Achille Paroche                                                             | 287         |
| Carabina militare in ginocchio  | 17°       | Auguste Cavadini                                                            | 286         |
| Carabina militare in ginocchio  | 17°       | Léon Moreaux                                                                | 269         |
| Carabina militare in ginocchio  | 22°       | Maurice Lecoq                                                               | 271         |
| Carabina militare in ginocchio  | 27°       | René Thomas                                                                 | 259         |
|                                 |           |                                                                             |             |
| Carabina militare proni         | 1°        | Achille Paroche                                                             | 332         |
| Carabina militare proni         | 4°        | Léon Moreaux                                                                | 325         |
| Carabina militare proni         | 7°        | Auguste Cavadini                                                            | 316         |
| Carabina militare proni         | 19°       | René Thomas                                                                 | 295         |
| Carabina militare proni         | 25°       | Maurice Lecoq                                                               | 284         |
|                                 |           |                                                                             |             |
| Carabina militare tre posizioni | 7°        | Achille Paroche                                                             | 887         |
| Carabina militare tre posizioni | 11°       | Auguste Cavadini                                                            | 880         |
| Carabina militare tre posizioni | 11°       | Léon Moreaux                                                                | 880         |
| Carabina militare tre posizioni | 21°       | Maurice Lecoq                                                               | 823         |
| Carabina militare tre posizioni | 26°       | René Thomas                                                                 | 808         |
|                                 |           |                                                                             |             |
| Carabina militare a squadre     | 3°        | Auguste Cavadini, Maurice Lecoq, Léon Moreaux, Achille Paroche, René Thomas | 4278        |
|                                 |           |                                                                             |             |
| Fossa olimpica                  | 1°        | Roger de Barbarin                                                           | 17          |
| Fossa olimpica                  | 2°        | René Guyot                                                                  | 17          |
| Fossa olimpica                  | 3°        | Justinien Clary                                                             | 17          |
| Fossa olimpica                  | 4°        | César de Bettex                                                             | 16          |
| Fossa olimpica                  | 5°        | Hilaret                                                                     | 15          |
| Fossa olimpica                  | 6°        | Édouard Geynet                                                              | 13          |
| Fossa olimpica                  | 7°        | Jules Charpentier                                                           | 12          |
| Fossa olimpica                  | 7°        | de Joubert                                                                  | 12          |
| Fossa olimpica                  | 7°        | Joseph Labbé                                                                | 12          |
| Fossa olimpica                  | 7°        | Sion                                                                        | 12          |
| Fossa olimpica                  | 13°       | Amédée Aubry                                                                | 11          |
| Fossa olimpica                  | 15°       | Boucquet                                                                    | Sconosciuto |
| Fossa olimpica                  | 16°       | Léon Moreaux                                                                | Sconosciuto |
| Fossa olimpica                  | 17°       | Reverdin                                                                    | Sconosciuto |
| Fossa olimpica                  | 18°       | Jacques Nivière                                                             | Sconosciuto |
| Fossa olimpica                  | 19°       | Gaston Legrand                                                              | Sconosciuto |
| Fossa olimpica                  | 20°       | Ador                                                                        | Sconosciuto |
| Fossa olimpica                  | 21°       | Mercier                                                                     | Sconosciuto |
| Fossa olimpica                  | 22°       | Roger Nivière                                                               | Sconosciuto |
| Fossa olimpica                  | 23°       | de Montholon                                                                | Sconosciuto |
| Fossa olimpica                  | 24°       | de Saint-James                                                              | Sconosciuto |
| Fossa olimpica                  | 25°       | Soucaret                                                                    | Sconosciuto |
| Fossa olimpica                  | 26°       | Pierre Perrier                                                              | Sconosciuto |
| Fossa olimpica                  | 27°       | G. Brosselin                                                                | Sconosciuto |
| Fossa olimpica                  | 28°       | A. Darnis                                                                   | Sconosciuto |
| Fossa olimpica                  | 29°       | N. Guyot                                                                    | Sconosciuto |
| Fossa olimpica                  | 30°       | Pourchainaux                                                                | Sconosciuto |
| Fossa olimpica                  | 31°       | Anjou                                                                       | Sconosciuto |
|                                 |           |                                                                             |             |

### Tiro con l'arco
| Evento                      | Posizione | Arciere                | Punteggio |
| --------------------------- | --------- | ---------------------- | --------- |
|                             |           |                        |           |
| Al cordone dorato 50 metri  | 1°        | Henri Hérouin          | 31        |
| Al cordone dorato 50 metri  | 3°        | Émile Fisseux          | 28        |
| Al cordone dorato 50 metri  | 4°        | Henri Helle            | 27        |
| Al cordone dorato 50 metri  | 5°        | Édouard Beaudoin       | 26        |
| Al cordone dorato 50 metri  | 6°        | Denet                  | 26        |
| Al cordone dorato 50 metri  | 7°        | Galinard               | ?         |
| Al cordone dorato 50 metri  | 8°        | Lecomte                | ?         |
|                             |           |                        |           |
| Al cordone dorato 33 metri  | 2°        | Victor Thibaud         | ?         |
| Al cordone dorato 33 metri  | 3°        | Charles Frédéric Petit | ?         |
| Al cordone dorato 33 metri  | 4-8       | 5 atleti sconosciuti   | ?         |
|                             |           |                        |           |
| Al cappelletto 50 metri     | 1°        | Eugène Mougin          | ?         |
| Al cappelletto 50 metri     | 2°        | Henri Helle            | ?         |
| Al cappelletto 50 metri     | 3°        | Émile Mercier          | ?         |
| Al cappelletto 50 metri     | 5-6       | 2 atleti sconosciuti   | ?         |
|                             |           |                        |           |
| Al cappelletto 33 metri     | 2°        | Victor Thibaud         |           |
| Al cappelletto 33 metri     | 3°        | Charles Frédéric Petit |           |
| Al cappelletto 33 metri     | 4-6       | 3 atleti sconosciuti   |           |
|                             |           |                        |           |
| Alla pertica ad erpice      | 2°        | Auguste Serrurier      |           |
| Alla pertica ad erpice      | 4-129     | 106 atleti sconosciuti |           |
|                             |           |                        |           |
| Sulla pertica alla piramide | 1°        | Émile Grumiaux         | ?         |
| Sulla pertica alla piramide | 2°        | Auguste Serrurier      | ?         |
| Sulla pertica alla piramide | 4-129     | 106 atleti sconosciuti | ?         |
|                             |           |                        |           |

### Vela
| Gara                 | Posizione | Velisti                                                                   | Tempo (totale) |
| -------------------- | --------- | ------------------------------------------------------------------------- | -------------- |
|                      |           |                                                                           |                |
| 0—½ ton class gara 1 | 1°        | Pierre Gervais                                                            | 1:06:16        |
| 0—½ ton class gara 1 | 2°        | Jean Charcot Robert Linzeler Texier Texier                                | 1:08:54        |
| 0—½ ton class gara 1 | 3°        | Gaston Cailleux Henri Monnot Léon Tellier                                 | 1:19:31        |
| 0—½ ton class gara 1 | 4°        | Maurice Monnot                                                            | 1:21:01        |
| 0—½ ton class gara 1 | 5°        | Jacques de Constant                                                       | 1:21:37        |
| 0—½ ton class gara 1 | 6°        | Georges Semichon                                                          | 1:23:30        |
| 0—½ ton class gara 1 | —         | Émile Sacré                                                               | DNF            |
|                      |           |                                                                           |                |
| 0—½ ton class gara 2 | 1°        | Emile Sacré                                                               | 1:35:59        |
| 0—½ ton class gara 2 | 2°        | Jean Charcot Robert Linzeler Texier Texier                                | 1:40:42        |
| 0—½ ton class gara 2 | 3°        | Pierre Gervais                                                            | 1:48:44        |
| 0—½ ton class gara 2 | 4°        | Gaston Cailleux Henri Monnot Léon Tellier                                 | 2:07:52        |
| 0—½ ton class gara 2 | 5°        | Maurice Monnot                                                            | 2:08:04        |
| 0—½ ton class gara 2 | 6°        | Georges Semichon                                                          | 2:34:09        |
| 0—½ ton class gara 2 | —         | Jacques de Constant                                                       | DNF            |
|                      |           |                                                                           |                |
| ½-1 ton class        | 2°        | Jacques Baudrier Jean le Bret Félix Marcotte William Martin Jules Valton  | 3:39:23        |
| ½-1 ton class        | 3°        | Émile Michelet Félix Michelet                                             | 3:42:40        |
| ½-1 ton class        | 4°        | Jean de Chabannes                                                         | 3:47:11        |
| ½-1 ton class        | 5°        | Jean de Constant                                                          | 3:52:44        |
| ½-1 ton class        | 6°        | Legru                                                                     | 3:53:50        |
| ½-1 ton class        | 7°        | Louis Auguste-Dormeuil                                                    | 3:56:55        |
| ½-1 ton class        | 8°        | Texier Texier                                                             | 4:00:32        |
| ½-1 ton class        | 9°        | Marc Jousset                                                              | 4:03:00        |
| ½-1 ton class        | 10°       | Dupland Letot                                                             | 4:03:58        |
| ½-1 ton class        | 11°       | Rossollin                                                                 | 4:04:21        |
| ½-1 ton class        | 12°       | Jean le Bret                                                              | 4:06:40        |
| ½-1 ton class        | 13°       | Albert Glandaz                                                            | 4:08:?         |
| ½-1 ton class        | 14°       | Ganthier                                                                  | 4:10:?         |
| ½-1 ton class        | —         | Pierre de Boulogne Jonet-Pastré Eugène Laverne Pottier                    | DSQ            |
|                      |           |                                                                           |                |
| 1-2 ton class gara 1 | 2°        | Auguste Albert Duval Georges Victor-Hugo François Vilamitjana             | 2:17:29        |
| 1-2 ton class gara 1 | 3°        | Jacques Baudrier Lucien Baudrier Dubosq Édouard Mantois                   | 2:26:28        |
| 1-2 ton class gara 1 | 4°        | Eugène Laverne Henri Laverne                                              | 2:26:56        |
| 1-2 ton class gara 1 | 5°        | Marcel Moisand                                                            | 2:31:14        |
| 1-2 ton class gara 1 | 6°        | Warenhorst                                                                | 2:33:54        |
| 1-2 ton class gara 1 | 7°        | Texier Texier                                                             | 2:52:30        |
| 1-2 ton class gara 1 | 8°        | Lecointre                                                                 | 3:05:06        |
|                      |           |                                                                           |                |
| 1-2 ton class gara 2 | 3°        | Auguste Albert Duval Georges Victor-Hugo F. Vilamitjana                   | 3:37:49        |
| 1-2 ton class gara 2 | 4°        | Jacques Baudrier Lucien Baudrier Dubosq Edouard Mantois                   | 4:10:17        |
| 1-2 ton class gara 2 | 5°        | Warenhorst                                                                | 4:11:22        |
| 1-2 ton class gara 2 | 6°        | Texier Texier                                                             | 4:30:08        |
| 1-2 ton class gara 2 | 7°        | Marcel Moisand                                                            | 4:48:07        |
| 1-2 ton class gara 2 | —         | Eugène Laverne Henri Laverne                                              | DNF            |
| 1-2 ton class gara 2 | —         | Lecointre                                                                 | DNF            |
|                      |           |                                                                           |                |
| 2-3 ton class        | 1°        | Frédéric Blanchy Jacques Le Lavasseur William Exshaw (GBR)                | 2:17:30        |
| 2-3 ton class        | 2°        | Doucet Godinet Mialaret Susse                                             | 2:20:03        |
| 2-3 ton class        | 3°        | de Cottignon Émile Jean-Fontaine Ferdinand de Schlatter                   | 2:24:48        |
| 2-3 ton class        | 4°        | Auguste Donny                                                             | 2:26:31        |
|                      |           |                                                                           |                |
| 2-3 ton class        | 1°        | Frédéric Blanchy Jacques Le Lavasseur William Exshaw (GBR)                | 4:17:34        |
| 2-3 ton class        | 2°        | Doucet Godinet Mialaret Susse                                             | 4:23:57        |
| 2-3 ton class        | 3°        | Auguste Donny                                                             | 4:52:13        |
| 2-3 ton class        | —         | de Cottignon Emile Jean-Fontaine Ferdinand de Schlatter                   | DNF            |
|                      |           |                                                                           |                |
| 3-10 ton class       | 2°        | Alfred Dubois Jules Dubois Maurice Gufflet Robert Gufflet Charly Guiraist | 4:35:44        |
| 3-10 ton class       | 5°        | Leroy                                                                     | 5:08:51        |
| 3-10 ton class       | 6°        | Pierre Moussette                                                          | 5:16:50        |
| 3-10 ton class       | 7°        | William Martin                                                            | 5:30:07        |
| 3-10 ton class       | —         | Émile Michelet                                                            | DSQ            |
|                      |           |                                                                           |                |

| Gara            | Posizione | Velisti                    | Race 1               | Race 2              | Race 3               | Totale   |
| --------------- | --------- | -------------------------- | -------------------- | ------------------- | -------------------- | -------- |
|                 |           |                            |                      |                     |                      |          |
| 10-20 ton class | 1°        | Émile Billard Paul Perquer | 4:17:12 1°, 10 punti | 3:43:21 2°, 9 punti | 3:22:36 1°, 10 punti | 29 punti |
| 10-20 ton class | 2°        | Jean Decazes               | 4:18:46 2°, 9 punti  | 3:46:11 3°, 8 punti | 3:28:09 3°, 8 punti  | 25 punti |
| 10-20 ton class | 4°        | Cronier                    | DSQ 6°, 4 punti      | 3:47:27 4°, 7 punti | 3:26:59 2°, 9 punti  | 20 punti |
| 10-20 ton class | 6°        | Sconosciuto                | 4:21:37 4°, 7 punti  | 4:02:43 6°, 5 punti | 3:36:12 5°, 6 punti  | 18 punti |
|                 |           |                            |                      |                     |                      |          |

| Gara       | Posizione | Velista                                                                   | Tempo       |
| ---------- | --------- | ------------------------------------------------------------------------- | ----------- |
|            |           |                                                                           |             |
| Open class | 3°        | Émile Michelet Félix Michelet                                             | 6:12:12     |
| Open class | 4°        | Emile Sacré                                                               | 7:04:08     |
| Open class | 5°        | Jean de Constant                                                          | Sconosciuto |
| Open class | —         | Auguste Albert Duval Georges Victor-Hugo F. Vilamitjana                   | DNF         |
| Open class | —         | Jacques Baudrier F. Marcotte William Martin Jules Valton                  | DNF         |
| Open class | —         | Frédéric Blanchy Jacques Le Lavasseur William Exshaw (GBR)                | DNF         |
| Open class | —         | Pierre de Boulogne Jonet-Pastré Pottier                                   | DNF         |
| Open class | —         | Jean le Bret                                                              | DNF         |
| Open class | —         | Gaston Cailleux Henri Monnot Léon Tellier                                 | DNF         |
| Open class | —         | Jean de Chabannes                                                         | DNF         |
| Open class | —         | Jean Charcot Robert Linzeler                                              | DNF         |
| Open class | —         | de Cottignon Emile Jean-Fontaine Ferdinand de Schlatter                   | DNF         |
| Open class | —         | Paul Couture                                                              | DNF         |
| Open class | —         | Maxime Desonches                                                          | DNF         |
| Open class | —         | Auguste Donny                                                             | DNF         |
| Open class | —         | Doucet Godinet Mialaret Susse                                             | DNF         |
| Open class | —         | Alfred Dubois Jules Dubois Maurice Gufflet Robert Gufflet Charly Guiraist | DNF         |
| Open class | —         | Dupland Letot                                                             | DNF         |
| Open class | —         | Pierre Gervais                                                            | DNF         |
| Open class | —         | Gilardonifra                                                              | DNF         |
| Open class | —         | Albert Glandaz                                                            | DNF         |
| Open class | —         | Eugène Laverne Henri Laverne                                              | DNF         |
| Open class | —         | Lecointre                                                                 | DNF         |
| Open class | —         | Legru                                                                     | DNF         |
| Open class | —         | Leroy                                                                     | DNF         |
| Open class | —         | Henry Maingot                                                             | DNF         |
| Open class | —         | de Malartic                                                               | DNF         |
| Open class | —         | Marcel Méran                                                              | DNF         |
| Open class | —         | Marcel Moisand                                                            | DNF         |
| Open class | —         | Maurice Monnot                                                            | DNF         |
| Open class | —         | Mousette                                                                  | DNF         |
| Open class | —         | G. Pigeard                                                                | DNF         |
| Open class | —         | Rosevelt                                                                  | DNF         |
| Open class | —         | Rossollin                                                                 | DNF         |
| Open class | —         | Warenhorst                                                                | DNF         |
| Open class | —         | Louis Auguste-Dormeuil                                                    | DSQ         |
| Open class | —         | Texier Texier                                                             | DSQ         |
|            |           |                                                                           |             |